# Stanisław Grabski

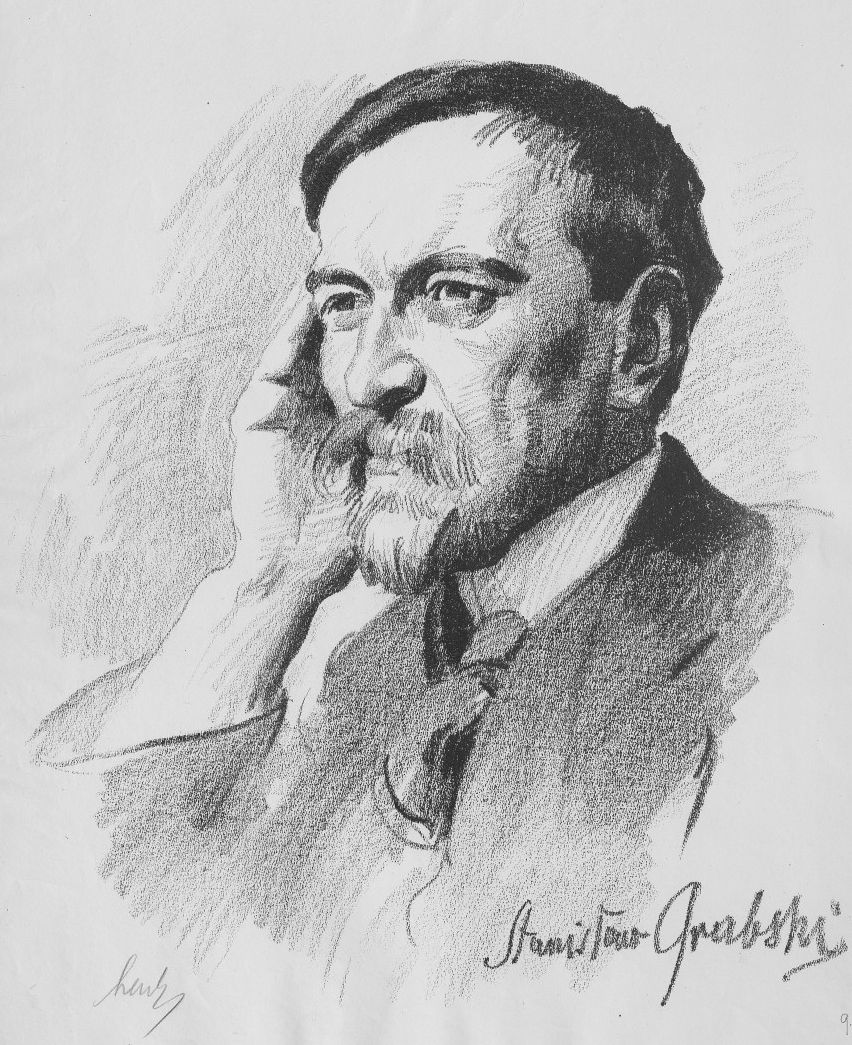
Stanisław Grabski – portret Stanisława Lentza 1919

Stanisław Grabski ps. „Stanisław” (ur. 5 kwietnia 1871 w Borowie, zm. 6 maja 1949 w Sulejówku) – polski mąż stanu, polityk, ekonomista, pisarz polityczny, członek Rady Zjednoczenia Międzypartyjnego i Komitetu Narodowego Polskiego, w II RP prezes Zarządu Głównego Związku Ludowo-Narodowego (1919-1923) i poseł na Sejm Ustawodawczy oraz Sejm I kadencji, negocjator Traktatu Ryskiego oraz Konkordatu, więzień łagrów, przewodniczący Rady Narodowej RP (1942–1944), uczestnik czwartej konferencji moskiewskiej oraz konferencji poczdamskiej, wiceprzewodniczący Krajowej Rady Narodowej (1945–1947).

## Życiorys

### Pod zaborami

#### Młodość i życie studenckie (1871–1895)
Pochodził z rodziny ziemiańskiej. Był synem Feliksa z jego drugiego małżeństwa (był wdowcem) i Stanisławy z Mittelstaedtów (pochodziła z rodziny o niemieckich korzeniach, choć jej stryjem był powstaniec wielkopolski z 1848 roku Jan Mittelstaedt). Życie rodziny było dostatnie, skoncentrowane na prowadzeniu gospodarstwa. Atmosfera domu była patriotyczna, żywa była pamięć o Powstaniu Styczniowym. W czasie wojen francusko-pruskiej oraz rosyjsko-tureckiej sympatyzowano z Francją oraz Turcją.
Edukację rozpoczął nauką w domu. W wieku 8 lat wyjechał do domu wujostwa Bartoszewiczów do Warszawy, gdzie zaczął uczęszczać do rosyjskojęzycznego V Gimnazjum Rządowego w Warszawie. Gdy miał 11 lat i gdy dochód osiągany z dworu na to pozwolił, do Warszawy przeprowadziła się jego matka wraz z jego młodszym rodzeństwem, z którą ponownie zamieszkał. Ojciec pozostał w Borowie odwiedzając Warszawę przez kilka tygodni w zimie. Pomysł rodziców o edukacji w Warszawie pozwolił mu później na pracę naukową, choć początkowo w gimnazjum uczył się słabo i musiał powtarzać trzecią klasę (razem ze swoim przyjacielem Bolesławem Miklaszewskim).
W dzieciństwie często chorował, w tym, do trzynastego roku życia, na malarię. Gdy udało mu się wyleczyć, stał się również aktywny sportowo (łyżwy, fechtunek, jazda konna, polowanie) co znacznie wzmocniło go fizycznie. W wieku 17 lat porzucił praktyki religijne i stał się agnostykiem. Mimo to nadal utrzymywał serdeczne relacje z proboszczem parafii do której przynależał dwór rodziców w Borowie, gdzie często spędzał wakacje.
W tym samym czasie, będąc w VII klasie, zaangażował się do istniejącego w jego gimnazjum kółka samokształceniowego. W kolejnym roku został powołany do Centralizacji Związku Kółek Gimnazjalnych Królestwa (później dołączył do niej także jego młodszy brat Władysław). W związku z potrzebą przygotowania planu kształcenia członków Kółek w naukach społecznych zapoznał się z Józefem Potockim. Stał się on dla Grabskiego swego rodzaju przewodnikiem, dzięki któremu zapoznał się też z innymi członkami redakcji „Głosu” (tygodnik krytyczny wobec Ugodowców oraz liczący na aktywizację polityczną robotników oraz chłopów), a także z myślą Herberta Spencera, która wpływała na światopogląd Grabskiego. Z jego też inspiracji zaangażował się Grabski w agitację na rzecz manifestacji pierwszomajowej w 1890 roku.
Przy okazji apelu studentów rosyjskich uniwersytetów o organizowanie w całym Cesarstwie antyrządowych demonstracji w obronie aresztowanych studentów zetknął się pierwszy raz z 25-letnim ówcześnie studentem Uniwersytetu Warszawskiego Romanem Dmowskim. Grabski, w przeciwieństwie do Dmowskiego skłonny był apel studentów rosyjskich poprzeć. Dmowski jednak wpłyną na Koła Studenckie w taki sposób, że te wypowiedziały się przeciwko jakiejkolwiek wspólnej akcji z młodzieżą rosyjską.
Po zdaniu matury w 1890 r. rozpoczął studia na Wydziale Przyrodniczym Uniwersytetu Warszawskiego. Wykłady niespecjalnie go interesowały jednak cenił sobie pracę w laboratorium z mikroskopem. W tym samym roku został członkiem Związku Robotników Polskich, choć ze związkiem współpracował już wcześniej, gdy prowadził co niedzielę konspiracyjne wykłady dla młodych robotników z zakresu ekonomii i historii. Zetknął się wtedy dokładnie z realiami i poziomem życia robotników w Warszawie, odwiedzał ich bowiem w ich mieszkaniach. W ramach działalności w ZRP zajmował się organizacją nielegalnych związków zawodowych metalowców i stolarzy. Był przeciwnikiem przyłączenia do ZRP studenckich kół marksistowskich. Z czasem doszedł do wniosku, że do programu socjalistycznego należy wprowadzić postulat niepodległości Polski.
We wrześniu 1891 r. wyprowadził się z domu i wyjechał do Berlina dzięki czemu uniknął aresztowania (jesienią 1891 aresztowano wielu członków ZRP). Studiował przez rok na Wydziale Filozoficznym Uniwersytetu Berlińskiego. Zetknął się tam z imperializmem niemieckim, który – jak sądził – przenikał całą niemiecką kulturę. Z kolei u polskiej bogatej młodzieży zaobserwował, że socjalizm był dla nich głównie intelektualnym, nowinkarskim snobizmem. W Berlinie zetknął się z 25-letnim Ignacym Daszyńskim, który pełnił wtedy rolę red. naczelnego „Gazety Robotniczej”, na czas nieobecności Daszyńskiego w Berlinie został początkowo tymczasowym, a po aresztowaniu Daszyńskiego w Krakowie, stałym redaktorem naczelnym „GR”, w której początkowo sam pisał większość artykułów podpisując je pseudonimem. Negatywnie wpłynęło to na jego zaangażowanie naukowe. Z czasem w redagowaniu GR zaczął pomagać mu Stanisław Przybyszewski. W maju 1892 roku na łamach „GR” Grabski wysunął postulat wprowadzenia walki o niepodległość do programu polskich socjalistów. Rozszerzył go później w broszurze „Przyczynek do programu socjalnych demokratów polskich”. Nadal prowadził działalność agitacyjną bezpośrednio wśród robotników, organizując zebrania, stąd sporo podróżował. Oprócz Berlina prowadził działalność także w Westfalii oraz na Górnym Śląsku. Podczas spotkań używał fikcyjnych nazwisk i wykorzystywał sfałszowane dokumenty.
W obawie przed aresztowaniem wyjechał do Lwowa i tam spędził wakacje. Następnie wyjechał do Francji, gdzie wraz z bratem, studiował w Szkole Nauk Politycznych w Paryżu. W Paryżu zetknął się z 25-letnią wówczas Marią Skłodowską. W Paryżu, pod koniec 1982[wymaga weryfikacji?] roku, uczestniczył w zjeździe socjalistów polskich inaugurującym istnienie Związku Zagranicznego Socjalistów Polskich z ramienia Związku Robotników Polskich. W czerwcu 1893 roku, rezygnując z nauki w Paryżu, wrócił do Berlina w celu zaangażowania się w kampanie wyborczą polskich socjalistów w wyborach do Reichstagu. Został aresztowany i następnie wydalony z Prus jako uciążliwy cudzoziemiec. Udał się do Wiednia, gdzie go również go aresztowano i wydalono. Dzięki wstawiennictwu Victora Adlera zezwolono mu jednak na wyjazd do Szwajcarii (zamiast do Rosji, jako obywatela Cesarstwa Rosyjskiego). W sierpniu 1893 uczestniczył w międzynarodowym kongresie socjalistycznym, na którym reprezentował opcję „socjalpatriotyczną” w kontrze do opcji „socjalugodowej” reprezentowana przez Różę Luksemburg i szerzej Socjaldemokrację Królestwa Polskiego. Nadal publikował w Gazecie Robotniczej. W październiku 1893 r. wznowił studia społeczno-ekonomiczne na Wydziale Filozoficznym Uniwersytetu w Bernie, gdzie w czerwcu 1894 r. uzyskał doktorat z filozofii. Po uzyskaniu doktoratu wyjechał do Genewy, gdzie spotkał Zygmunta Balickiego (który do końca 1894 roku również należał ZZSP). Przegrał wtedy z ortodoksyjnym marksistą Jodko (wspieranego m.in. przez Józefa Piłsudskiego) głosowanie na redaktora naczelnego „Przedświtu” w efekcie czego zagrożono mu usunięciem z ZZSP.

#### Założenie rodziny i próby stabilizacji (1895-1901)
Jesienią 1894 roku zaręczył się z Ludmiłą Rożnówną, studentką medycyny w Genewie. Wiosną 1895 w poszukiwaniu stałego zatrudnienia wyjechał do Budapesztu, tam też, w wieku 24 lat wziął ślub. Gdy zawiodły nadzieję na uzyskanie dochodów w Budapeszcie (w tym czasie nadal otrzymywał wsparcie finansowe od ojca), ze względu na niskie koszty życia postanowili osiąść na Słowacji (Grabski nie miał wtedy wstępu na tereny polskie z powodu swojej studenckiej działalności politycznej). Na Słowacji, w lasach okalających letnisko Rajecké Teplice wynajęli izbę w chacie gajowego Blachy, gdzie żyli prawie że zwykłym życiem karpackich górali (Grabski towarzyszył gajowemu w obchodach i polowaniach). Zaprzyjaźnili się też z lokalnym lekarzem Dusanem Makovickim.
W 1896 r. ze względu na stan zdrowia żony (podejrzewano gruźlicę) powrócił do Szwajcarii, zimę spędzili w Davos, następnie zamieszkali w Lozannie. W kwietniu 1897 roku zmarł jego ojciec. W maju urodziły się mu bliźnięta (syn Stanisław i córka Feliksa). Ze względu na leczenie żony, Grabski przez pierwsze dwa miesiące zajmował się dziećmi bez niej, zwłaszcza synem, któremu lekarz rokował, że nie przeżyje nawet miesiąca. Okres ten zaowocował u Grabskiego nerwicą, którą szybko uleczył, choć jeszcze przez wiele lat drżały mu stale ręce. W 1898 roku przeniósł się do Bazylei gdzie rozważał rozpoczęcie habilitacji jednak spotkał się z niechęcią dziekana wydziału filozoficznego. Opublikował tam jednak po niemiecku studium naukowe o Fryderyku Skarbku oraz książkę o myślicielu Karolu Marlo. Jesienią 1899 r. został bibliotekarzem w Muzeum Narodowym Polskim w Rapperswilu (przed nim stanowisko bibliotekarza zajmowali Stefan Żeromski i Romuald Mielczarski). W 1900 roku opublikował kluczową dla swojej późniejszej kariery naukowej pracę pt. Przyczynek do teorii poznania zjawisk społeczno-gospodarczych. Zajął w niej krytyczne stanowisko zarówno wobec dedukcyjno-psychologicznej szkoły wiedeńskiej (Carl Menger, Eugen von Böhm-Bawerk), jak i indukcyjnej szkoły historycznej (Gustav von Schmoller) występując z własną koncepcją oparcia badań o ciągle ewoluującą psychologię zbiorową. Praca ta spotkała się z uznaniem, m.in. zaproponowano Grabskiemu habilitowanie się w Krakowie, na Grabskim ciążyło jednak wydalenie z Austrii. Mimo to przyjechał do Krakowa nie meldując się oficjalnie (zamieszkał u siostry). Napisał podanie o zezwolenie na zamieszkanie w Galicji do namiestnika, hrabiego Pinińskiego. Pomimo że uzyskał poparcie Stanisława Tarnowskiego jego podanie spotkało się z odmową. Sprawą udało mu się jednak zainteresować Henryka Sienkiewicza, który wstawił się za nim, w efekcie czego dostał „odwołalne zezwolenie na pobyt w Galicji pod warunkiem wszechstronnie legalnego zachowania się”. W 1901 roku wrócił do współpracy z polskim ruchem socjalistycznym, publikował na łamach „Przedświtu”, gdzie propagował rozpoczęcie agitacji „rewolucyjnej” wśród chłopów. Dopuszczał w tym zakresie współpracę z Ligą Narodową. Artykuły wywołały jednak niezadowolenie wśród zagranicznych członków PPS.

#### Galicja (1901–1914)
Jesienią 1901 przeniósł się do Galicji, wynajął – z żoną i trójką już dzieci (1899 urodziła mu się druga córka Ludmiła) – w Dąbiu koło Krakowa, drewniany dworek. Unikał jednak większego zaangażowania politycznego aby nie odwołano mu zezwolenia na pobyt. Zgodnie z wcześniej głoszonymi poglądami na łamach „Przedświtu” przygotował do wydawania pismo „Gazeta Ludowa” i zredagował pierwszy jego numer, przedstawiał tam jednak poglądy potępiające marksizm oraz walkę klasową, co ostatecznie zakończyło jego związki z ruchem socjalistycznym. W Krakowie Grabski utrzymywał kontakty towarzyskie z mieszkającymi wtedy w Krakowie ważnymi działaczami niepodległościowymi: Józefem Piłsudskim (szwagrem Grabskiego był Władysław Rożen, bliski współpracownik Piłsudskiego) oraz Romanem Dmowskim (żona Grabskiego była serdeczną przyjaciółką żony Balickiego, współpracownika Dmowskiego). Zaangażował się w Towarzystwo Kółek Rolniczych, został członkiem zarządu powiatowego. W 1902 roku habilitował się na Uniwersytecie Jagiellońskim (habilitację stanowiła jego praca Przyczynek do teorii poznania zjawisk społeczno-gospodarczych). Prowadził wykłady z ekonomii politycznej dla kobiet na Kursach Baranieckiego. W celach zarobkowych przez pół roku prowadził też lekcje historii w żeńskim liceum. Docenturę na UJ rozpoczął z opóźnieniem, dopiero jesienią 1903, po dymisji hrabiego Pinińskiego z funkcji namiestnika (blokował mu on bowiem tę możliwość). Na wydziale filozoficznym prowadził m.in. zajęcia z metodologii nauk społecznych. Największą popularnością cieszyły się jednak jego wykłady w ramach Studium Rolniczego. Organizował w ich ramach koedukacyjne wycieczki chłopskimi wozami na wieś. Na łamach Przeglądu Polskiego publikował w częściach książkę Zarys rozwoju idei społeczno-gospodarczych w Polsce.
Jesienią 1904 r. przeniósł się do Lwowa, zatrudniony został jako referent spraw agrarnych w Wydziale Krajowym (organ administracyjny autonomii galicyjskiej), spotkał tam Stanisława Badeniego, który zaimponował mu politycznym doświadczeniem i rozsądkiem. Jednocześnie objął katedrę ekonomii politycznej w Akademii Rolniczej w Dublanach (w 1907 roku przeprowadził się tam). Wykładał także filozofię i metodologię nauk społecznych na Uniwersytecie Lwowskim (na jego seminarium uczęszczali m.in. Mykhailo Lozynsky i Wasyl Panejko, których przestrzegał przed szowinizmem). W 1905 roku urodziła mu się trzecia córka Janina, a dwa lata później drugi syn Zbigniew.
W związku z wojną rosyjsko-japońską oraz rewolucją 1905 roku car Mikołaj II ogłosił w październiku 1905 roku tzw. manifest październikowy, na podstawie którego powołano Dumę Państwową jako władzę ustawodawczą w Cesarstwie Rosyjskim. Podczas wyborów parlamentarnych w Rosji w marcu 1906 roku mandat poselski zdobył młodszy brat Stanisława Grabskiego, Władysław. Nieco wcześniej Stanisław został członkiem Ligi Narodowej (zbliżenie Grabskiego do LN było prawdopodobne spowodowane jego przyjaźnią z Zygmuntem Balickim) i wszedł w skład Komitetu Centralnego, zastrzegł jednak, że na razie nie zaangażuje się w działalność Stronnictwa Narodowo-Demokratycznego, ze względu na zaangażowanie naukowe i społeczne (był członkiem zarządu Towarzystwa Kółek Rolniczych). W maju 1906 r. urlopował się w Wydziale Krajowym i Akademii Dublańskiej i pierwszy raz od czasów studenckich pod swoim prawdziwym nazwiskiem wyjechał do Cesarstwa Rosyjskiego, a konkretnie do Petersburga, gdzie na zaproszenie prezydium Koła Polskiego został powołany na sekretarza rzeczoznawcę do spraw autonomii Królestwa Polskiego w Dumie. Po rozwiązaniu I Dumy w lecie 1906 roku powrócił do Borowa, gdzie wspierał brata w jego kontaktach z wyborcami. W związku z próbą zamachu na Władysława (miał wtedy 32 lata) przez socjalistycznych bojówkarzy, Stanisław Grabski (35 l.) we współpracy z NZR zagroził kierownikowi socjalistów w Łowiczu konsekwencjami jeśli bezpieczeństwo Władysława będzie zagrożone. W czasie wakacji odwiedzał także Warszawę, uczestniczył w „konferencjach pokojowych” pomiędzy PPS a Ligą Narodową, w których argumentował, że podtrzymywanie nastrojów rewolucyjnych nie ma politycznego sensu, bo rewolucja w Cesarstwie Rosyjskim już się skończyła, a efektem dalszego terroru będzie tylko zaostrzająca się wojna wewnątrzpolska. Rozmowy jednak nie zakończyły się sukcesem, gdyż wkrótce po „konferencji” miała miejsce tzw. krwawa środa.
Po powrocie do Lwowa zwiększył swoje zaangażowanie polityczne, w kampanii wyborczej 1907 roku wspierał Wojciecha Wiącka. Wszedł do redakcji „Słowa Polskiego” (zastępując Jana Ludwika Popławskiego), gdzie odpowiadał za teksty polityczne. Został także członkiem zarządu Stronnictwa Demokratyczno-Narodowego. Współpracował z Janem Gwalbertem Pawlikowskim oraz Stanisławem Głąbińskim. Na tle swojego zaangażowania wszedł w konflikt z 11 lat młodszym Stanisławem Strońskim, który odszedł z Narodowej Demokracji na znak protestu, że Grabski, były socjalista, zajmuje tak ważne funkcje. Jako lider Narodowej Demokracji w Galicji nawiązał współpracę z ks. Stojałowskim (także dzięki tej współpracy Grabski później znacznie sprawniej przemawiał podczas wieców chłopskich).
Grabski doceniał dalekosiężną mądrość w zwrocie geopolitycznym Dmowskiego zainicjowanego książką Niemcy, Rosja a Sprawa Polska (1907). Dotychczas Narodowa Demokracja była jednak antyrosyjska, a Dmowski zaproponował porozumienie z Rosją, spodziewał się bowiem wojny rosyjsko-niemieckiej, dążył też do wzmocnienia swojej pozycji w Dumie. Zmiana kierunku zbliżyła go do polityków, których był wcześniej przeciwnikiem jak np. Erazm Piltz i Stronnictwo Polityki Realnej. W 1908 roku Grabski razem z Dmowskim uczestniczył w kongresie neoslawistycznym w Pradze, na którym jednak spotkali się ze skrajnym rosyjskim imperializmem, co zawiodło ich oczekiwania. Pomimo nowej linii Stronnictwa, samemu Dmowskiemu Rosjanie zarzucali m.in. że stał na stanowisku pro-japońskim podczas niedawno zakończonej wojny, a zabieganie o niepodległość Polski traktowali jako działalność antypaństwową. W tym samym czasie rozpoczęto także projekt wydzielenia Guberni Chełmskiej. W 1909 roku polityka Dmowskiego została potępiona przez zjazd krajowy Ligi Narodowej (Grabski również należał do krytyków), co zaowocowało złożeniem mandatu poselskiego przez Dmowskiego i rozłamami w środowisku oraz zawieszeniem działalności Komitetu Centralnego Ligi.
Grabski szanując strategiczną linię Dmowskiego miał jednak pewną swobodę w ramach swoich działań w Galicji. Od czasu zwrotu geopolitycznego SDN nie było bowiem spójną partią, a jej charakter był różny w różnych zaborach. Różny bowiem był status Polaków w państwach zaborczych. O ile w zaborze niemieckim i rosyjskim „namiestnictwo” pełnili głównie Niemcy (np. Wilhelm von Waldow) i Rosjanie (np. Gieorgij Skałon), o tyle w zaborze austriackim byli to Polacy (np. Michał Bobrzyński). Grabski cenił strategię polityczną Dmowskiego, niżej oceniał jednak jego zdolności taktyczne. Krytykował jego rusofilskie przemowy wygłaszane na terenie Królestwa Polskiego (oczekiwał retoryki antyniemieckiej, a nie rusofilskiej). Prowadził z nim też spór w kontekście strajku szkolnego (1905) i emigracji edukacyjnej z zaboru rosyjskiego do Galicji, które stanowiło paliwo do powstania antyrosyjskiego w Królestwie Polskim. O ile obaj z Dmowskim zgadzali się, że powstanie antyrosyjskie nie będzie realnie wspierane przez Państwa Centralne, a wręcz przeciwnie będzie szkodziło drodze do polskiej niepodległości, o tyle toczyli spór jak reagować na politykę Michała Bobrzyńskiego i Józefa Piłsudskiego, którzy forsowali oparcie się o Austro-Węgry i plany powstańcze. Dmowski był przeciwny tworzeniu jakikolwiek formacji militarnych, gdyż uważał, że ze swojej natury będą one przygotowywać się do antyrosyjskiego powstania, był więc zwolennikiem odwołania bojkotu szkolnego (co uczynił w czerwcu 1911 roku i co zaowocowało odejściem od Ligi Narodowej Związku Młodzieży Polskiej „Zet”). Grabski tymczasem uważał że w Galicji pozyskanie uciekających z Królestwa studentów dla programu prorosyjskiego jest całkowicie nierealne i poskutkuje tylko ich utartą na rzecz Piłsudskiego. Taktycznym wyjściem z sytuacji powinno być przygotowywanie własnych, polskich sił zbrojnych, a w praktyce tworzenie Drużyn Bartoszowych i Sokolich (co Dmowski ostatecznie na terenie Galicji zaakceptował). Żałował także, że ani Dmowski ani Balicki nie uczestniczyli w odsłonięciu pomnika grunwaldzkiego w Krakowie i nie spotkali się z Ignacym Paderewskim, gdy uczynili to konserwatyści (m.in. Juliusz Leo).
Michała Bobrzyńskiego i jego zwolenników (także posłów nominalnie endeckich) atakował Grabski za szukanie porozumień z Ukraińcami (głównym ich przedstawicielem był wówczas Andrzej Szeptycki). Uważał że negocjowane porozumienia są znacznie korzystniejsze dla Ukraińców niż dla Polaków. Konserwatyści dążyli wtedy do zrównania języka polskiego i ukraińskiego na Uniwersytecie Lwowskim (Grabski został dziekanem wydziału prawnego tego uniwersytetu w 1910 roku) na co Grabski odpowiadał propozycją utworzenia nowego czysto ukraińskiego uniwersytetu poza Lwowem (w tym czasie toczyły się we Lwowie liczne bójki pomiędzy polską a ukraińską młodzieżą). Spory wywoływały także propozycje podziału Galicji i utworzenia polsko-ukraińskiej Galicji Wschodniej. Wielokrotnie spotykał się z hasłem „Lachy za San” i oceniał, że narodowy ruch ukraiński jest podobnie antyrosyjski, jak i antypolski. Jego niechęć do porozumień z Ukraińcami opierała się także na ich współpracy z Niemcami, których zgodnie z linią polityczną Dmowskiego oceniał jako najważniejszych wrogów.
W czerwcu 1911 roku endecja przegrała w Galicji wybory z blokiem Bobrzyńskiego, co zaowocowało istotnymi problemami finansowymi także samego Grabskiego, który musiał zwiększyć własne finansowanie działalności Stronnictwa. Ostatecznie w kwietniu 1914 roku, w kontekście wcześniejszego powstania w listopadzie 1912 roku Komisji Tymczasowej Skonfederowanych Stronnictw Niepodległościowych, poparł linię Dmowskiego która zakładała, że polskie społeczeństwo powinno stanąć przeciwko Niemcom po stronie trójporozumienia, łącznie z Rosją, a celem polityki polskiej jest zjednoczenie ziem polskich w jednym państwie rosyjskim, co doprowadzi do wzmocnienia Polaków i przekreślenia dzieła rozbiorów. Stanowić to będzie kluczowy krok w kierunku niepodległości Polski.
Przed wybuchem I wojny światowej, gdy skończył czterdzieści lat, zaczął odchodzić od pozytywistycznego agnostycyzmu (nie był w stanie wyjaśnić mu jego własnego idealistycznego, bądź co bądź, zaangażowania) w kierunku panteizmu. Wierzył w nieśmiertelność duszy, której celem jest doskonalenie się przez „wielkie usiłowania”.

### I wojna światowa i orientacja na Ententę (1914–1918)
Po wybuchu wojny współtworzył Centralny Komitet Narodowy i patronował powstaniu Legionu Wschodniego (w skład którego wchodził także jego najstarszy syn). Celem powstania niezależnej od Piłsudskiego polskiej siły zbrojnej był w istocie jak najszerszy werbunek, ale równocześnie przewlekłe formowanie uniemożliwiające wejście do boju po stronie Austro-Węgier. W tym celu rozpoczęto rozmowy w sprawie przysięgi wojskowej mówiącej wprost o walce o niepodległość Polski. Był przeciwnikiem kompromisów i fuzji z Naczelnym Komitetem Narodowym. Gdy Legionowi Wschodniemu zagroził realnie wymarsz na front (rosyjska armia podchodziła pod Lwów) wspólnie z Pawlikowskim i Aleksandrem Skarbkiem wyprowadzili Legion Wschodni na zachód jak najdalej od frontu (Legion dotarł ze Lwowa pod Kraków). Postawiono wtedy wyraźnie kwestię niepodległościowej przysięgi i w związku z brakiem zgody na jej dostosowanie, rozwiązano Legion, a jego rekruci rozeszli się po kraju (syn Grabskiego, uniknął służby w wojsku austriackim przebywając na Śląsku Cieszyńskim u siostry Grabskiego Zofii Kiedroń, pracując jako górnik). Przy jednoczesnym ukazaniu się odezwy wielkiego księcia Mikołaja Mikołajewicza do Polaków brak zgody władz austriackich na przysięgę mówiącą wprost o niepodległości Polski istotnie osłabiał orientację austrofilską, Legion Zachodni Piłsudskiego składał bowiem zwykłą austriacką przysięgę. NKN wydał wtedy broszurę „Pod sąd! Historia Legionu Wschodniego” w której określił Grabskiego jako zdrajcę stanu i groził mu odpowiedzialnością karną. Utrwaliła się wtedy opinia o nim jako moskalofilu.
Po bitwie galicyjskiej pozostał we Lwowie. Prowadził rozmowy z gen. Nikołajem Ruzskim w sprawie złagodzenia podejścia do pojmanych legionistów polskich. Był reprezentantem Polaków w rozmowach z generałgubernatorem Gieorgijem Bobrinskim, któremu, w imieniu szerszego grona polskich elit Lwowa, przedstawił memoriał o sytuacji w Galicji (działo się to mniej więcej w okresie kiedy w Krakowie formowana była I Brygada Legionów Polskich Piłsudskiego). Został, wraz z wiceprezydentem Lwowa, stałym konsultantem Bobrinskiego, któremu przedstawiał bieżące prośby i zażalenia. Wykorzystywał zaangażowanie lidera Russkiej Partii Ludowej Władimira Dudykiewicza do zwracania całej podejrzliwości nowej władzy przeciw Ukraińcom, a odsuwania jej od Polaków. Dzięki uzyskanej pozycji (Bobrinski zachwalał go swoim przełożonym) udało mu się spotkać z szefem sztabu Armii Rosyjskiej Nikołajem Januszkiewiczem, od którego dowiedział się, że pomimo odezwy Mikołaja Romanowa, Rosjanie planują znacznie ograniczyć autonomię galicyjską. Wiosną 1915 roku uczestniczył w Warszawie w posiedzeniu Komitetu Narodowego Polskiego, który zlecił mu spotkanie się z ministrem spraw zagranicznych Rosji Siergiejem Sazonowem (Dmowski rozmawiał z nim już na samym początku wojny), w celu opóźnienia decyzji dot. przyszłego ustroju zjednoczonych ziem polskich. Rozmowa na tak wysokim szczeblu potwierdziła mu jego wcześniejsze informacje.
Gdy mu powiedziałem, że jednak Austria dobrze wychodziła na zawierzeniu narodowi polskiemu pełnej administracji Galicji i gdyby nie zbyt ścisłe uzależnienie się jej od Niemiec, nie mógłbym dziś przemawiać doń imieniem większości Polaków galicyjskich, powiedział mi: „Drogi profesorze, trzeba sobie powiedzieć, że dobre czasy austriackie minęły”. Na to z punktu odpowiedziałem mu spokojnie, lecz stanowczo: „Mówiłem dotychczas mym rodakom, że kończą się złe czasy austriackie, a nadchodzą dobre solidarności słowiańskiej. Ale po powrocie do Lwowa stać mi będzie odwagi dla przyznania się, że się myliłem, bo Wasza Ekscelencja powiedział mi, że mijające czasy austriackie były dobre, a nadchodzą gorsze”. Po czym wstałem, podziękowałem za udzieloną mi audiencję i wyszedłem. <Stanisław Grabski, Pamiętniki t.I, Czytelnik 1989, s.267>
Po rozmowie z ministrem spraw zagranicznych rozmawiał jeszcze z ministrem własności państwowej Alexandrem Krivosheinem, z którym ustalił, że sprawa ustroju ziem polskich nie powinna być jeszcze rozstrzygana. W kwietniu 1915 nie udało mu się spotkać z przebywającym wtedy we Lwowie carem Mikołajem II. Współpraca Grabskiego z Gieorgijem Bobrinskim z jednej strony umożliwiała mu prowadzenie polityki polskiej na wysokim szczeblu, z drugiej jednak powodowała coraz większą niechęć do niego w lwowskim społeczeństwie polskim, rosyjska okupacja Lwowa była bowiem dość okrutna. Miał jednak nadal wsparcie w zapleczu politycznym widzącym szansę dla Polski w sojuszu z Ententą.
W lutym 1915 r. założył pismo „Zjednoczenie”, w którym głoszono, że niepodległość przyniesie zwycięstwo trójporozumienia, dlatego Polacy powinni pomagać Rosji jednak w związku z przełomową przegraną rosyjską w Bitwie pod Gorlicami i zbliżaniem się frontu z powrotem do Lwowa rozpoczął Grabski przygotowania do ewakuacji. Pozostanie we Lwowie groziło mu aresztowaniem i karą śmierci. Żona i czwórką dzieci (w tym dwie prawie dorosłe córki) wyjechały pod Kowel do rodziny Mittelstaedtów. Dom i ogród przed rekwizycją austriacką zabezpieczył fikcyjną umową dzierżawy z Heleną d’Abancourt de Franqueville. Wraz z resztą współpracowników (m.in. J.G.Pawlikowskim) wyjechał ze Lwowa na północny wschód.
Początkowo dołączył do rodziny pod Kowel, jednak w związku z Wielkim Odwrotem Armii Rosyjskiej przenieśli się dalej, do Kijowa. Tam dzięki współpracy ze swoim bratem Władysławem (który kierował wtedy Centralnym Komitetem Obywatelskim Królestwa Polskiego w Piotrogrodzie) organizował pomoc dla polskich uchodźców ze Lwowa. W tym czasie nawiązał też kontakt z Aleksiejem Brusiłowem, u którego wstawiał się za znanymi sobie zesłańcami.
W listopadzie 1915, w wieku 44 lat, zmarła jego żona. Małżeństwo pomimo burzliwego życia Grabskiego było zgodne a ostatnie chwile z żoną spowodowały że Grabski ponownie zaczął się modlić i na powrót odkrywał prostą wiarę religijną. W ostatnim okresie życia Ludmile i czwórce dzieci towarzyszyła Zofia Smolikówna, z którą Grabski po rocznej żałobie, ożenił się w grudniu 1916.
Politycznie, ze względu na odwołanie Mikołaja Romanowa (Car Mikołaj II objął dowództwo osobiście), powołanie przeciwnika liberalnych reform Borisa Stürmera na premiera rządu rosyjskiego oraz odwołanie Sazonowa z ministerstwa spraw zagranicznych sytuacja znacznie się skomplikowała (Dmowski w tym czasie wyjechał z Rosji do Francji i Wielkiej Brytanii). Zarysowała się obawa, że Rosja może wyjść z Ententy i zawrzeć separatystyczny pokój z Niemcami. Ze względu na to, że stawianie tematu niepodległości Polski mogłoby wzmacniać w Rosji tendencje proniemieckie, Grabski koncentrował się na uspokajaniu w tym zakresie Rosjan (uczestniczył w konferencji m.in. z księciem Lwowem) sugerując, że celem Polaków nie jest pełna niepodległość, lecz status analogiczny jak Węgier w Austro-Węgrzech albo Królestwa Polskiego za czasów Aleksandra I. Na miarę swoich możliwości starał się przeciwdziałać rosyjskiemu defetyzmowi wojennemu.
W konsekwencji udanej rosyjskiej ofensywy Brusiłowa (po stronie Państw Centralnych w Bitwie pod Kostiuchnówką walczył Józef Piłsudski i Legiony Polskie) Państwa Centralne podjęły próbę mobilizacji polskiego rekruta, ogłaszając w 1916 roku Akt 5 listopada. Zawierał on obietnicę powstania Królestwa Polskiego, a jego konsekwencją było utworzenie 14 stycznia 1917 roku w Warszawie Tymczasowej Rady Stanu. Stańczycy traktowali wydarzenia te jako rezultat swojej wieloletniej polityki. Grabski, jako przedstawiciel Narodowej Demokracji był wobec nich w opozycji, choć doceniał, że sprawa polska umiędzynarodawiała się.
Podczas rewolucji lutowej był w Piotrogrodzie. Na wieść o utworzeniu Komisji Likwidacyjnej do spraw Królestwa Polskiego oraz proklamacji rosyjskiego Rządu Tymczasowego do Polaków z 30 marca 1917 r. wraz z Janem Harusewiczem wnioskował u rosyjskiego ministra wojny Aleksandra Guczkowa i przewodniczącego Rządu Tymczasowego Gieorgija Lwowa o wydzielenie z rosyjskiej armii polskich oddziałów jako armii sojuszniczej. Pomimo pewnej przychylności pomysł został jednak zablokowany (przeciwnikiem tej idei byli m.in. Aleksander Kiereński oraz Aleksander Lednicki) rozpoczęto jednak tworzenie nowych Korpusów Polskich. W czerwcu 1917 roku, po wydaniu dekretu rządu francuskiego o utworzeniu Armii Polskiej we Francji, uczestniczył w pracach powołujących Naczelny Polski Komitet Wojskowy w Piotrogrodzie. W 1917 r. wszedł do Komitetu Wykonawczego Rady Polskiej Zjednoczenia Międzypartyjnego, która miała jednoczyć wszystkie organizacje polskie w Rosji (Rada uznawała się wzajemnie z Komitetem Narodowym Polskim w Paryżu), gdzie został współkierownikiem wydziału zagranicznego (razem z Józefem Wielowieyskim). Na swoim stanowisku regularnie kontaktował się z ambasadorami państw Ententy w Rosji, u których apelował o wsparcie w budowie polskiej armii w Rosji, co ostatecznie zaowocowało m.in. francuskim wsparciem dla utworzenia I Korpusu Polskiego w Rosji.
Podczas rewolucji bolszewickiej także był w Piotrogrodzie, jednak szybko powrócił do Kijowa. W związku z ryzykiem załamania się frontu wschodniego Ententa szukała sposobu utrzymania linii frontu, w tym celu Francja wsparła m.in. tworzenie III Korpusu. W czasie powstania w Kijowie i bitwy o Kijów znajdował się wraz z rodziną w mieście, w tym czasie w ścianę jego mieszkania uderzył pocisk artylerii bolszewickiej, szczęśliwie nikt z jego rodziny nie ucierpiał. Był przeciwnikiem zaangażowania polskich korpusów w rosyjską wojnę domową oraz wojnę ukraińsko-sowiecką. Naczpol wydał wtedy odezwę o neutralności. Po zajęciu Kijowa przez bolszewików wszedł w skład misji polskiej, która prowadziła rokowania z bolszewikami w celu uwolnienia polskich więźniów i neutralności wobec Korpusów Polskich. Na znak protestu, po zawarciu ukraińsko-niemieckiego traktatu brzeskiego, 15 lutego wzmocnieniu uległ II Korpus Polski w związku z przejściem na stronę Ententy II Brygady Legionów płk. Józefa Hallera, jednak już pod koniec lutego 1918 roku dowódca I Korpusu gen. Józef Dowbor-Muśnicki odmówił konsolidacji w Kijowie, zawarł porozumienie z Niemcami i podporządkował się Radzie Regencyjnej. Oba wydarzenia (pierwsze pozytywnie, a drugie negatywnie) wpływały istotnie na pozycję Polaków wśród państw Ententy, w tym możliwości gry politycznej Grabskiego.
Po zajęciu Kijowa przez Niemców i zawarciu niemiecko-bolszewickiego pokoju brzeskiego zakończyła się I wojna światowa na froncie wschodnim. Dzieci Grabskiego, pod opieką dr Henryka Halbana wróciły do Lwowa, a żona Grabskiego dołączyła do niego w Jekaterynosławiu, gdzie się znajdował, podejmując nieudaną próbę skontaktowania się z gen. Józefem Hallerem. Następnie Grabski wraz z żoną ruszył do Moskwy (nową granicę niemiecko-bolszewicką, nielegalnie przekroczył pomiędzy Homelem a Briańskiem), a stamtąd do Koli i Murmańska. Głównie koleją, choć także wozami i niekiedy pieszo w otoczeniu wojsk niemieckich i bolszewickich pokonali ponad 3 tys. km. Na miejscu spotkał Murmańczyków, za którymi wstawiał się u gen. Poole. 6 sierpnia 1918 roku wypłynął z Rosji brytyjskim statkiem pasażerskim do Newcastle. Natychmiast po wpłynięciu do portu udał się do Londynu, gdzie spotkał się z Romanem Dmowskim i Stanisławem Kozickim, którym zdał relację z sytuacji w Rosji.
Następnie pojechał do Paryża, gdzie włączył się w prace Komitetu Narodowego Polskiego (w tym czasie Dmowski przebywał w Stanach Zjednoczonych, w jego zastępstwie pracami KNP kierował Maurycy Zamoyski). Uczestniczył we wręczeniu gen. Józefowi Hallerowi nominacji (którą redagował) na głównodowodzącego Armii Polskiej we Francji. Na początku października 1918 roku, po utworzeniu w Niemczech rządu Maksymiliana Badeńskiego i rozpoczęciu rokowań pokojowych, był zwolennikiem dokooptowania krajowych przedstawicieli trzech zaborów do KNP i ogłoszeniu się jako „de facto rząd polski”. Równolegle KNP przyjął uchwałę akceptującą jego mapę postulowanych granic odrodzonej Polski (proponowana przez Grabskiego granica wschodnia przebiegała bardziej na zachód niż w tzw. linii Dmowskiego oraz w późniejszym traktacie ryskim, m.in. nie uwzględniał w granicach Polski Łucka i Pińska), dążył bowiem do tego, aby Polacy koncentrowali swoją uwagę na Bałtyku, a nie kresach wschodnich oraz stanowili w odrodzonej Polsce niemniej niż 60% społeczeństwa, docelowo osiągając ok. 80%, jednak skorygował ją później, po powrocie Dmowskiego, dostosowując do tego co Dmowski przedstawiał prezydentowi Wilsonowi w USA.
W stosunku do wydarzeń w kraju związanych z powołaniem a później dymisją rządu Józefa Świeżyńskiego, po latach uważał, że „w owej chwili trzeba było brać władzę przebojem, a gdy się ją wzięło, umieć jej silnie i uporczywie bronić”. Uważał, że swoim zachowaniem obóz proaliancki (głównie Stanisław Głąbiński, gdyż pozostali politycy endeccy mieli mniejsze polityczne doświadczenie) wypuścił w kraju władzę z rąk i umożliwił przejęcie władzy Józefowi Piłsudskiemu. Nastąpił pewnego rodzaju podział władzy, kiedy KNP uznawany był przez rządy Ententy, a w Warszawie realną władzę sprawował Piłsudski. W drugiej połowie listopada, po utworzeniu w Warszawie rządu Moraczewskiego, na wniosek Dmowskiego (który wrócił z USA) Grabski został wydelegowany przez KNP do Polski w celu wypracowania kompromisu z Piłsudskim. Nie był z tej misji zadowolony wiedząc, że nie będzie miał wystarczającego zaplecza do wygrania otwartej z nim walki politycznej, a bez tego kompromisy z Piłsudskim uważał za chwilowe i bezwartościowe. Przed wyjazdem poprosił Dmowskiego o jak najszybsze przysłanie do kraju pierwszych dywizji armii Hallera.

### II Rzeczpospolita

#### W opozycji do Piłsudskiego i federacyjnej koncepcji II RP (1919–1923)
2 grudnia 1918 r. przybył do Krakowa i odbył rozmowy z przedstawicielami Polskiej Komisji Likwidacyjnej, którym przedstawił dotychczasową działalność Komitetu Narodowego Polskiego wraz z mapą wskazującą Linię Dmowskiego. Wskazywał też na konieczność ogólnonarodowego porozumienia, które istnienie radykalnego rządu Moraczewskiego w Warszawie uniemożliwia. Spotkał się także z Wincentym Witosem i Ignacym Daszyńskim, którzy zgadzali się, że rząd należy zmienić jednak odmówili wspólnego z Grabskim wyjazdu do Warszawy. Spotkał się także z przedstawicielami Stańczyków, którym na pytanie „co mają teraz robić?” stanowczo zasugerował aby „posypali głowy popiołem i pokutowali”. Rozmawiał także z przedstawicielami mniejszości żydowskiej.
Po przyjeździe do Krakowa spotkał się także ze swoją drugą córką, ówcześnie 19-letnią Ludmiłą oraz ze swoją siostrą Zofią Kiedroń. Od nich dowiedział się, że najstarsze jego dzieci Stanisław i Feliksa są we Lwowie, gdzie doniedawna toczyła się bitwa o Lwów (oboje uczestniczyli w walkach). Młodsze dzieci: Janina i Zbigniew z kolei mieszkały u jego siostry na Zaolziu.
5 grudnia 1918 r. przyjechał do Warszawy, gdzie na początku spotkał się ze Stanisławem Głąbińskim i innymi działaczami Narodowej Demokracji. Następnie spotkał się z Piłsudskim (spotykał się z nim w kolejnych dniach jeszcze kilkukrotnie). Podczas pierwszej z rozmów zwrócił mu uwagę, że państwa Ententy nie uznają jego władzy w Polsce, a za legalnego przedstawiciela Polaków uznają KNP. KNP jest jednak zdania, że dla dobra Sprawy wstawi się za Piłsudskim o ile ten będzie skłonny do porozumienia. Porozumienie miało polegać na tym, że KNP uzna Piłsudskiego za naczelnika państwa pod warunkiem, że Piłsudski uzna KNP za swoje przedstawicielstwo w sprawach zagranicznych, z wszystkimi tego konsekwencjami. Piłsudski uznał to porozumienie, choć wydelegował do KNP kilku swoich delegatów (m.in. Kazimierz Dłuski), zaakceptował też linię Dmowskiego, z niewielką korektą natury strategiczno-wojskowej. Piłsudski z Grabskim nie doszli jednak do porozumienia co do konieczności dymisji rządu Moraczewskiego i zastąpienia go szerokim rządem jedności narodowej, co Grabski zinterpretował jako „grę na zwłokę”, aby to rząd Moraczewskiego przeprowadził zbliżające się wybory do Sejmu Ustawodawczego. W tym czasie korespondował z Dmowskim i KNP przedstawiając sytuację jaką zastał w kraju i prosząc o jak najszybsze przysłanie do Polski Armii Hallera, w odpowiedzi dostał informację, że pierwsze 2 dywizje Armii Hallera będą gotowe do wysłania do kraju w połowie stycznia 1919 roku. Grabski usilnie starał się także budować koalicję na rzecz współpracy z Ententą (zarówno Józef Piłsudski, jak i rząd Moraczewskiego przez cały okres wojny stali po stronie Państw Centralnych) i osłabić gabinet Moraczewskiego, co zaowocowało przygotowaniem, popieranego przez Naczelną Radę Ludową z Poznania oraz prawicowe i ludowe stronnictwa pozostałych dwóch zaborów, projektu rządu jedności narodowej (premierem miał zostać sam Piłsudski, w rządzie było przewidziane także miejsce dla socjalistów). Podczas spotkania z Piłsudskim 18 grudnia, Piłsudski uzależniał zgodę na zmianę rządu najpierw od zgody socjalistów, a na uwagę Grabskiego, że to raczej zadanie Piłsudskiego aby socjalistów przekonywać skoro sam się zgadza na zmianę rządu, zaczął ją uzależniać od przybycia Armii Hallera. Grabski przekonany, że pierwsze dywizje Armii Hallera dotrą jeszcze w styczniu, przygotował protokół z ustaleń z Piłsudskim, który obaj podpisali. Doprowadził następnie do opublikowania 20 grudnia deklaracji programowej koalicji (bez socjalistów), a w kolejnych dniach apelował do socjalistów o współpracę przy powołaniu nowego rządu jedności narodowej.
27 grudnia wybuchło powstanie wielkopolskie. Następnego dnia Grabski spotkał się z Ignacym Paderewskim w Poznaniu i zdał mu relację z sytuacji w Warszawie i swoich dotychczasowych starań. 1 stycznia wrócili do Warszawy. Pomimo triumfalnego wjazdu i zwycięskiego powstania w Poznaniu Paderewski także nie przekonał Piłsudskiego do konieczności zmiany rządu. Następnie, 4 stycznia wyjechali do Krakowa. W nocy po ich wyjeździe doszło do próby zamachu stanu przez płk Januszajtisa i księcia Sapiehę (przed zamachem Grabski rozmawiał z Sapiehą, próbując go odwieźć od jego przeprowadzania). Podczas zamachu uwięziono premiera Moraczewskiego oraz, na krótki czas, szefa Sztabu Generalnego gen. Szeptyckiego. Podjęto także nieudaną próbę aresztowania naczelnika Piłsudskiego. Wszystkie te wydarzenia spowodowały jednak, że Piłsudski rozpoczął poważniejsze negocjacje z Paderewskim, co doprowadziło ostatecznie do zmiany rządu. 18 stycznia, w dniu rozpoczęcia konferencji pokojowej w Paryżu oraz na 10 dni przed wyborami do sejmu, premierem został Ignacy Paderewski, a ministrem spraw wewnętrznych odpowiedzialnym za przygotowanie wyborów Stanisław Wojciechowski, z którym Grabski współpracował w Radzie Polskiej Zjednoczenia Międzypartyjnego. Zmiany te pozwoliły mu uwierzyć, że wybory będą uczciwe.
W wyniku wyborów do sejmu 1919 roku został posłem. W sejmie organizował powołanie klubu poselskiego Związek Ludowo-Narodowy (Grabski wszedł do jego prezydium, prezesem początkowo został jednak Wojciech Korfanty, a później zastąpił go Stanisław Głąbiński). Następnie współtworzył samo Stronnictwo Związek Ludowo-Narodowy oraz współtworzył jego program. W pełni przewodniczył pracy organizacyjnej i programowej nowej partii, zwłaszcza że ZLN poddawany był stałej presji. Z czasem odłączyli się od niego chrześcijańscy demokraci z Wojciechem Korfantym, a następnie secesji dokonał Leopold Skulski wraz kilkunastoma posłami (m.in. Stanisław Stroński oraz Edward Dubanowicz) tworzący Narodowe Zjednoczenie Ludowe.
W pracach sejmowych był zwolennikiem powołania Wojciecha Trąmpczyńskiego na marszałka Sejmu. Został przewodniczącym sejmowej Komisji Spraw Zagranicznych. Był w kontakcie z Dmowskim uczestniczącym w konferencji pokojowej. Dążył do uniezależnienia rządu Paderewskiego od Piłsudskiego, w tym celu razem z PSL Piast budował sejmową koalicję mająca na celu stanowić zaplecze sejmowe dla rządu, Paderewski jednak odmówił, oddalając się w ten sposób od sejmu i zbliżając się do Piłsudskiego. Prowadził rokowania z Czechami w związku z konfliktem polsko-czeskim na Śląsku Cieszyńskim, był zwolennikiem przeprowadzenia na tym terenie plebiscytu. W związku z zajęciem Wilna, Odezwą Józefa Piłsudskiego do mieszkańców byłego Wielkiego Księstwa Litewskiego i utworzeniem Zarządu Cywilnego Ziem Wschodnich poparł w Sejmie wniosek prawicy w sprawie inkorporacji Wilna do Polski. Był to praktyczny początek rywalizacji dwóch koncepcji polskiej polityki wschodniej: federacyjnej (której zwolennikiem był Piłsudski i Paderewski) i inkorporacyjnej (którą popierał Dmowski i Grabski). Ze względu na toczącą się konferencję pokojową nie podejmowano w tej sprawie jednak ostatecznej decyzji.
W czerwcu 1919 roku urodziło mu się szóste dziecko, córka Anna. W tym czasie, pierwszy raz od wybuchu wojny, spędził wspólne wakacje z całą swoją rodziną.
W początku 1920 roku, w związku z zawarciem traktatu sowiecko-estońskiego, rozejmem pomiędzy ZSRR a Łotwą, pauzą w wojnie polsko-bolszewickiej i nieprzekraczaniu przez wojska bolszewickie aktualnej linii frontu, a także deklaracją z 28 stycznia 1920 roku Rady Komisarzy Ludowych RFSRR (przewodniczący: Włodzimierz Lenin) o uznaniu niepodległości Polski, był Grabski zwolennikiem podjęcia rozmów pokojowych z bolszewikami. Gdy jednak zorientował się, że Piłsudski nawiązuje współpracę z Ukraińcami pod wodzą Simona Petlury starał się zapobiec planowanej wojnie o niepodległość Ukrainy. Zwłaszcza że będąc w Kijowie podczas walk na przełomie stycznia i lutego 1918 roku widział jak ubogie są siły Petlury, był także głęboko przekonany, że żaden ukraiński chłop nie uwierzy nigdy, że polscy właściciele ziemscy zrezygnowali z odzyskania swej własności. Prowadził kilkukrotnie rozmowy z Piłsudskim, choć ten był już zdecydowany na odrzucenie rokowań pokojowych z bolszewikami i ofensywę wojska polskiego. Widząc, że w rozmowach z Piłsudskim nic nie wskóra podjął próbę zbudowania sejmowej koalicji, zderzył się jednak z nadzieją na odzyskanie granic polskich z 1772 roku tj. sprzed I rozbioru Polski, co uznawał za patriotyczny maksymalizm i brak politycznej rozwagi. W poczuciu osamotnienia (Dmowski był w tym czasie na kuracji w północnej Afryce i nie angażował się w tę kwestię) kontynuował swoje próby znalezienia jakiejś formy kompromisu, który pozwoliłby na rozpoczęcie rokowań pokojowych, co zaowocowało publikacją 24 lutego przyjętych przez sejmową Komisję Spraw Zagranicznych zasad odpowiedzi na deklarację Lenina. Rząd polski jednak zwlekał z podjęciem rozmów, dopiero 27 marca Stanisław Patek zaproponował Gieorgijowi Cziczerinowi rozpoczęcie rozmów 10 kwietnia w Borysowie, co ostatecznie było jednak wyłącznie grą na zwłokę. Grabski 9 kwietnia zaprotestował przeciwko przeciąganiu wojny bez żadnego pożytku dla Polski, a wyłącznie w celu tworzenia państwa ukraińskiego, a 22 kwietnia zrezygnował z funkcji przewodniczącego Komisji Sejmowej, wyraźnie dystansując się od polityki Piłsudskiego. W związku z początkowymi sukcesami wyprawy kijowskiej był w swej postawie osamotniony (Dmowski wrócił do Polski 15 maja), a wśród polskiej opinii publicznej zapanował entuzjazm, 18 maja Piłsudski triumfował w Warszawie (21 maja odbyło się pierwsze od pięciu lat spotkanie Piłsudskiego z Dmowskim). Jednak już 8 czerwca Naczelne Dowództwo Wojska Polskiego nakazało odwrót z Ukrainy, a 9 czerwca do dymisji podał się premier Leopold Skulski.
17 czerwca podczas odwrotu z Kijowa, walcząc w 22 pułku piechoty, w bitwie pod Rosochą nad Dnieprem zginął najstarszy syn Grabskiego, Stanisław.
Cios, który uderzył we mnie był tym cięższy, że straciłem syna w walce, która była zgoła niepotrzebna Polsce i której się z całą siłą sprzeciwiałem. Nie on jeden śmiercią swoją płacił za „szaleństwo pychy”. Padły dziesiątki tysięcy. (…) Gdy ogół się entuzjazmował ja usilnie przestrzegałem przed dalszym jej prowadzeniem, by zdobywać brzegi Dniepru. – S. Grabski, Pamiętniki t.II, Czytelnik, Warszawa 1989, s.149
27 czerwca premierem rządu został jego brat, Władysław Grabski, który na konferencji w Spa ustalił z sojusznikami z Ententy warunki zakończenia wojny. 10 lipca przedstawiał je bolszewikom George Curzon rząd bolszewicki odrzucił je jednak 17 lipca. W związku z niepowodzeniem misji dyplomatycznej oraz koniecznością wzmocnienia akcji werbunkowej do wojska polskiego Władysław Grabski podał się do dymisji 24 lipca na rzecz utworzenia Rządu Obrony Narodowej, którego premierem został Wincenty Witos.
Przed bitwą warszawską podjęto próbę bezpośrednich rokowań pokojowych, Stanisław Grabski wszedł w skład delegacji pokojowej (przewodniczącym został przedstawiciel premiera Witosa Jan Dąbski) i 14 sierpnia przejechał wraz z nią przez linię frontu na stronę bolszewicką (Dmowski spodziewając się kolejnej porażki wyjechał w tym czasie do Poznania z zamysłem przygotowania „nowej armii pod lepszym dowództwem”). Jadąc do Mińska liczył się z uwięzieniem, jednak w związku ze zwycięstwem wojsk polskich, delegacja odrzuciła proponowane przez bolszewików warunki kapitulacji, a następnie zmieniono miejsce rokowań na neutralną Rygę. Na początku września wrócił do Warszawy. Ponownie został wybrany na przewodniczącego Sejmowej Komisji Spraw Zagranicznych. Był współautorem instrukcji rządowej dla delegacji pokojowej, a od 21 września do 12 października uczestniczył w rozmowach pokojowych. W ramach polskiej delegacji współpracował z Norbertem Barlickim i Władysławem Kiernikiem, których przekonał by wspólnie dążyli do zakończenia wojny. Piłsudczykowską koncepcje federacyjną, z którą wiązało się przedłużanie wojny i druga wyprawa kijowska, forsowali z kolei Leon Wasilewski i Witold Kamieniecki. Jako główny reprezentant koncepcji inkorporacyjnej był przeciwnikiem wikłania się polskiej polityki w tworzenie państwa ukraińskiego, gdyż uważał, że Polska nie będzie w stanie go kontrolować, a bez tego stanie się ono jedynie narzędziem wzmacniającym antypolski nacjonalizm ukraiński. Dążył więc do pozostawienia Ukrainy w rosyjskiej strefie wpływów. W toku negocjacji oczekiwał jednak analogicznego ustępstwa ze strony Rosji w sprawie Litwy, był autorem pomysłu korytarza polskiego do granicy z Łotwą (aby oddzielić Litwę od Rosji). Jednocześnie zależało mu także aby w odrodzonej Polsce jak najwyższy odsetek stanowili Polacy, gdyż bez tego albo nie będzie możliwe prowadzenie polityki polskiej albo konflikty narodowościowe doprowadzą do konieczności wprowadzenia dyktatury wojskowej lub państwa policyjnego. Zbyt dalekie przesunięcie granicy na wschód groziło sytuacją, że Polacy stanowiliby mniej niż 60% społeczeństwa. Pomimo niechęci do poszerzania Polski daleko na wschód uznawał kwestię strategicznego znaczenia linii kolejowej Łuniniec-Równe (pozwalała ona na kolejowe połączenie Wilna ze Lwowem jednak równocześnie włączała Łuck i Pińsk w granice polskie), przy czym wyrażał wątpliwości co do włączenia Mińska do Polski, w czym ostatecznie większość delegacji poparła go. 5 października 1920 roku strony doszły do porozumienia, a tydzień później, 12 października, podpisany został preliminarny traktat pokojowy. Nastąpił rozejm, a 22 października 1920 roku sejm jednogłośnie ratyfikował pokój. Ostateczny traktat zawarty został 18 marca 1921, a Józef Piłsudski jako Naczelnik Państwa ratyfikował go dopiero 16 kwietnia 1921 roku.
W tym czasie krytykował również politykę Piłsudskiego wobec Litwy, zwłaszcza zawarcie 7 października 1920 roku umowy suwalskiej. Dzień później jednak zbrojnie zaatakowały Litwę wojska gen. Żeligowskiego (przedstawiając się jako litewskie), kolejna ofensywa została zatrzymana rozejmem w Kownie. Grabski traktował te ruchy jako próbę reanimacji idei federacyjnej, gdyż polskie wojsko po wygranej bitwie nad Niemnem mogło z marszu zająć nie tylko Wilno, ale i wygrać całą wojnę z Litwą, bez wcześniejszego zawierania rozejmu i pozorowania swoistej „wojny domowej na Litwie”. Po próbach poszukiwania kompromisu z Litwinami w sprawie Wilna Grabski doprowadził do dymisji piłsudczykowskiego ministra spraw zagranicznych Eustachego Sapiehy (poglądy Grabskiego podzielał późniejszy minister Konstanty Skirmunt). Dymisja ta wpłynęła na nieskuteczność propozycji prezydenta Ligi Narodów Paula Hymansa utworzenia dwu-kantonalnej Litwy i przyznania jej Wilna. Ostatecznie w marcu 1922 sejm włączył ziemie wileńską do Polski.
Porażka Piłsudskiego na polu koncepcji państwa, zwłaszcza związana z niechęcią Grabskiego do kontynuowania wojny z bolszewikami w 1921 roku i zawarciem Traktatu Ryskiego, stała się jednym z głównych zarzutów piłsudczyków wobec Grabskiego. Zarówno ówcześnie, gdy obrażano go mianem zdrajcy stanu i Kaina, jak i po latach, gdy temat ten opisywali piłsudczykowscy historycy (jak choćby Władysław Pobóg-Malinowski). Krytyka Traktatu Ryskiego kontynuowana była także po II wojnie światowej przez zwolenników prometeizmu i koncepcji Giedroycia-Mieroszewskiego, a nawet w XXI wieku, w swoich książkach formułuje ją m.in. Piotr Zychowicz.
W lecie 1921 roku, w związku z III powstaniem śląskim, na prośbę premiera Witosa, wyjechał z misją dyplomatyczną do Francji. Spotkał się tam z elitami francuskimi (m.in. Aristidem Briandem, Alexandrem Millerandem, Raymondem Poincarym, Ferdinandem Fochem). Nawiązał także kontakt z czechosłowackim ministrem Edvardem Beneszem. Podczas spotkań argumentował, że wyniki plebiscytu nie powinny rozstrzygać kształtu granicy, gdyż nie pokazują przywiązania ludności do Polski lub Niemiec, a jedynie siłę oporu wobec niemieckich pracodawców. Argumentował, że rejony rolnicze są bardziej niezależne ekonomicznie od przemysłowych stąd większe jest tam poparcie dla Polski. Dodawał jednocześnie, że przydzielenie Polsce terenów przemysłowych (chodziło głównie o Katowice) zwiększy bezpieczeństwo Francji, gdyż rozwinięcie polskiego przemysłu pozwoli lepiej pełnić Polsce rolę siły antyniemieckiej w Europie. Uzyskał w tym wsparcie zarówno francuskie, jak i czechosłowackie, co ostatecznie pozytywnie wpłynęło na przyznanie przez Ligę Narodów Katowic i Chorzowa Polsce.
W przerwach związanych z obowiązkami Przewodniczącego Komisji Spraw Zagranicznych Grabski w latach 1920–1921 jeździł po kraju z wykładami politycznymi, które wydane zostały w 1922 roku w formie publikacji „Naród i państwo”. W podobnym czasie opublikował także studium społeczno-psychologiczne „Rewolucja”, w którym opisał swoje obserwacje z rewolucji w Rosji, których był świadkiem. Sformułował w niej rozpowszechnioną później tezę, że zwycięstwo rewolucji nie wynika zazwyczaj z wielkości niezadowolenia społecznego ile z braku determinacji i wątpliwości u rządzących. Dodawał jednocześnie, że rewolucja z czasem krzepnie i nawiązuje do przedrewolucyjnych tradycji imperialnych państwa. Napisał w tym okresie także ważną książę „Uwagi o bieżącej historycznej chwili Polski”, w której sformułował swój ideowy program dla odbudowującego się państwa. Wskazał w nim, na konieczność wzmacniania władzy centralnej zwłaszcza przez budowę fachowej biurokracji i wzorowanie się bardziej na państwach współczesnych niż na Polsce przedrozbiorowej. Wskazywał też, że trwa okres konfliktów narodowościowych, co wymaga od Polski ich świadomości i adekwatnej odpowiedzi. Postulował politykę narodowo-państwową („polską”), którą przeciwstawiał polityce klasowej („ziemiańskiej”, „chłopskiej”, „robotniczej” itp.). Uzasadniał także m.in. konieczność uprzemysłowienia Polski oraz rozwoju samorządu. W swoim traktacie sformułował także główny kierunek polskiej polityki zagranicznej, którym w jego opinii powinna być gotowość do konfrontacji z Niemcami oraz niwelowanie wpływów niemieckich w Rosji. Propagował sojusz z Małą Ententą, a zwłaszcza z Czechosłowacją. Jednocześnie był przeciwnikiem wikłania się we współpracę z antysowiecką konspiracją ukraińską. Uważał, że sprowokuje to jedynie wojnę i uwikła Polskę w ruchy separatystyczne, które doprowadzą do analogicznego ruchu ze strony ZSRR. A pomimo zawarcia układu Piłsudski-Petlura w czasie wojny polsko-bolszewickiej, i tak więcej Ukraińców walczyło po stronie ZSRR niż po stronie Polski, więc skutek polityki pro-ukraińskiej może być odwrotny od zamierzonego i zakończyć się secesją polskich kresów południowo-wschodnich na rzecz Sowietów. Uważał jednocześnie, że kwestia ukraińska może stanowić zwornik pokoju polsko-rosyjskiego, który wraz z udziałem Małej Ententy wypierałby wpływy niemieckie w Rosji.
„Pierwszym i najważniejszym więc zadaniem naszej polityki zagranicznej jest wzmacnianie elementów zwycięstwa w nieuchronnym po pewnym czasie starciu z Niemcami. Stąd płynie przede wszystkim ścisły sojusz Polski z Francją, a następnie staranie się o utrzymanie pokoju na wschodniej naszej granicy.” S. Grabski, Uwagi o bieżącej historycznej chwili Polski, Warszawa 1923 s. 150–151
Były to pierwsze książki polityczne Grabskiego od 1905 roku.
Politycznie, na pierwszym zebraniu LN po wojnie, w grudniu 1920 r., Grabski został ponownie wybrany do Komitetu Centralnego Ligi Narodowej jednak uznając, że tajne organizacje w niepodległej Polsce nie mają już sensu nie przyjął tego wyboru i wnioskował o rozwiązanie tajnej organizacji. Wniosek jednak upadł, a Grabski wystąpił z Ligi, co spowodowało, że jego wpływ na ruch narodowy częściowo osłabł. Jednak w styczniu 1921 został prezesem Zarządu Związku Ludowo-Narodowego. Narodowa Demokracja miała ówcześnie 3 główne ośrodki władzy wewnętrznej: Liga Narodowa (Dmowski), Partia polityczna ZLN (Grabski) oraz Klub parlamentarny ZLN (Głąbiński).

#### W koalicji rządowej. Minister ds. religii i edukacji (1923–1926)
Kierował kampanią wyborczą Związku Ludowo-Narodowego w wyborach do sejmu 1922. Współtworzył koalicyjną listę Chrześcijańskiego Związku Jedności Narodowej, która wygrała wybory. Sejm był jednak rozdrobniony, gdyż wygrały je dwa ugrupowania koalicyjne: ChZJN oraz Blok Mniejszości Narodowych, które składały się z mniejszych ugrupowań: ChZJN tworzyły ZLN, PSChD oraz SChN. Mniejszości Narodowe tworzyli głównie Żydzi, ale także Ukraińcy i Niemcy. Łącznie w sejmie znajdowało się ponad 10 ugrupowań, a żadne z nich nie posiadało więcej niż 25% mandatów.
Stanisław Grabski został posłem, ale w nowym sejmie, w efekcie rywalizacji wewnątrzpartyjnej, nie wszedł do prezydium żadnej komisji sejmowej (ZLN zrezygnował z przewodzenia komisji spraw zagranicznych, którą wcześniej kierował Grabski). W I wyborach prezydenckich popierał Maurycego Zamoyskiego przeciwko Gabrielowi Narutowiczowi. W II wyborach popierał Kazimierza Morawskiego przeciwko Stanisławowi Wojciechowskiemu. Wybory te zmieniły sytuację polityczną w Polsce, Józef Piłsudski oddał władzę prezydentowi Narutowiczowi, po zamachu p.o. prezydenta był Marszałek Sejmu Maciej Rataj, a następnie prezydentem został Stanisław Wojciechowski. Z perspektywy Grabskiego oddanie władzy przez Piłsudskiego i przekazanie jej Wojciechowskiemu było fundamentalną pozytywną zmianą polityczną.
Na przełomie 1922 i 1923 roku został redaktorem naczelnym lwowskiego dziennika „Słowo Polskie”, którym był do objęcia funkcji ministerialnej. Publikowane w nim artykuły wydał później w formie książki pod tytułem „Z codziennych walk i rozważań”.
Zawarcie w maju 1923 roku paktu lanckorońskiego pozwoliło na powołanie II rządu Wincentego Witosa. Grabski obok Romana Dmowskiego i Wojciecha Korfantego w październiku 1923 roku wszedł w jego skład i został ministrem wyznań religijnych i oświecenia publicznego. Na swoim stanowisku zetknął się m.in. z działalnością komisji konsultacyjnej Hiltona Younga, której był przeciwnikiem. Jednak kilka dni po wzmocnieniu rządu, w listopadzie 1923 roku, wybuchły zamieszki krakowskie. Grabski o ich sprokurowanie podejrzewał współpracowników Józefa Piłsudskiego. W efekcie zamieszek nastąpił rozłam w PSL „Piast”, z którego odeszli zwolennicy Jana Bryla, a z powodu rozłamu, Wincenty Witos podał się do dymisji. Grabski przestał być ministrem, jednak kontynuował poszerzanie swojej politycznej specjalizacji ze spraw międzynarodowych w kierunku religii i edukacji.
Powołany został rząd jego brata Władysława Grabskiego, który miał przede wszystkim na celu stabilizację gospodarczą państwa, tj. w głównej mierze walkę z inflacją poprzez reformę walutową oraz osiągnięcie równowagi budżetowej.

W lecie 1924 roku wszedł w skład komisji mającej na celu uporządkowanie przepisów dot. języka urzędowego na polskich kresach wschodnich. M.in. swój stosunek do tego zagadnienia opisał później w książce „Z zagadnień polityki narodowo-państwowej” gdzie sformułował krytykę ruchów separatystycznych po stronie zamieszkujących Polskę mniejszości narodowych, krytykował jednak również politykę przemocy wobec mniejszości narodowych i uważał, że realizowana i planowana reforma rolna powinna uwzględniać interesy także Ukraińców i Białorusinów oraz być dla nich korzystna. Grabski proponował swoistą „drogę środka” dążącą do wypracowania dobrego współżycia sąsiedzkiego ludności różnych narodowości przy jednoczesnym wzmacnianiu lojalności państwowej. Wychodząc z tych przesłanek przygotował projekt ustawy, który sprzeciwiał się tworzeniu na terenach mieszanych odrębnych szkół językowych dla Polaków, Ukraińców, Białorusinów czy Niemców (co pogłębiałoby podział), był za to zwolennikiem szkół mieszanych, dwujęzycznych, tzn. takich gdzie klasy były mieszane, złożone zarówno z Polaków, jak i przedstawicieli mniejszości narodowych, a lekcje odbywały się na zmianę w dwóch językach: polskim oraz danej mniejszości. W przypadku terenów jednolitych, lekcje mogły odbywać się w jednym języku.
Po ustaleniach pomiędzy Władysławem Grabskim i Kardynałem Aleksandrem Kakowskim Stanisław Grabski został wyznaczony negocjatorem w rokowaniach o zawarcie konkordatu ze Stolicą Apostolską. Z końcem lata 1924 r. udał się do Rzymu gdzie spotykał się z Piusem XI, a sam konkordat wypracował z ks. Francesco Borgongini Ducą. Wychodził z założenia, że celem konkordatu powinna być współpraca prowadzona w logice wzajemnej autonomii i mająca na celu doskonalenie moralności publicznej. Był przeciwnikiem zarówno ostrej separacji, jak i tworzenia kościoła państwowego. W zakresie politycznym dążył do zapewnienia władzom państwowym możliwości zablokowania nominacji proboszczowskich dla duchownych o nastawieniu separatystycznym (ukraińskim, litewskim, białoruskim oraz niemieckim). W trakcie rokowań zasugerował także zmianę kształtu diecezji wileńskiej, która ostatecznie doprowadziła do pozbawienia biskupstwa wileńskiego bp. Jerzego Matulewicza, który otwarcie reprezentował litewski separatyzm i oczekiwał przyłączenia Wilna do Litwy. Konkordat zawarty został ostatecznie w marcu 1925 roku.
W przededniu ratyfikacji konkordatu przez Sejm powołany został ponownie na stanowisko Ministra Wyznań Religijnych i Oświecenia Publicznego, którego zadaniem było wprowadzenie w życie postanowień ustawy o szkołach dwujęzycznych oraz konkordatu. Wprowadzenie ustawy o szkolnictwie dwujęzycznym doprowadziło m.in. do tego, że ok. sto szkół gdzie dotychczas lekcje prowadzone były wyłącznie w języku polskim musiały być od tego momentu prowadzone w także w języku ukraińskim, analogicznie wiele szkół gdzie lekcje prowadzone były wyłącznie po ukraińsku musiały zacząć nauczać także w języku polskim. Celem tego przedsięwzięcia było lepsze rozumienie się lokalnych społeczności, osłabianie tendencji separatystycznych związanych z nacjonalizmem ukraińskim, a także osłabianie tendencji szowinistycznych po stronie polskiej. Jesienią 1925 roku otrzymał informację wywiadowczą, że Ukraińska Organizacja Wojskowa planuje zamach na niego oraz kuratora oświatowego we Lwowie Stanisława Sobińskiego, co spowodowało przyznanie im stałej ochrony. Jako minister sprzeciwiał się także powoływaniu kolejnych gimnazjów humanistycznych, sprzyjał jednocześnie zakładaniu szkół zawodowych. Przygotowywał także ogólną reformę szkolnictwa, która kładła nacisk na szkolnictwo zawodowe jednak nie udało mu się jej w pełni zrealizować. Pod kierunkiem Grabskiego opracowano projekt ustawy dotyczącej reorganizacji szkoły średniej ogólnokształcącej. Został on ostro skrytykowany i zdjęty z porządku dziennego sejmu, gdyż uznano go za korzystny dla wyższych klas społecznych, dyskryminując dzieci chłopów i robotników.
Wraz z Aleksandrem Skrzyńskim uczestniczył w rozmowach z sejmowym klubem żydowskim w celu normalizacji stosunków polsko-żydowskich. Takie porozumienie miało posłużyć z jednej strony budowaniu pozycji Polski w ramach Ligi Narodów, z drugiej zaś pomogłoby wzmocnić politykę wobec pozostałych mniejszości narodowych (głównie wobec Ukraińców), gdyż Żydzi stanowili filar opozycyjnie nastawionego bloku mniejszości narodowych. Prowadził rozmowy z Leonem Reichem i Ozjaszem Thonem, zakończone tzw. „małą ugodą polsko-żydowską”. Spotkała się ona ze sprzeciwem Romana Dmowskiego, Grabski wygrał z nim jednak w tej sprawie w senackim klubie Związku Ludowo-Narodowego i przygotowywał się do podobnej konfrontacji na klubie poselskim ZLN. Zanim do niej jednak doszło Izaak Grunbaum zablokował zawarcie ugody po stronie żydowskiej.
Po dymisji jego brata z funkcji premiera i powołaniu rządu Aleksandra Skrzyńskiego pozostał Ministrem. Wraz z ZLN, PSL Piast oraz Chrześcijańską Demokracją był zwolennikiem pozostawienia na stanowisku ministra wojny gen. Władysława Sikorskiego. Józef Piłsudski natomiast był zdecydowanym przeciwnikiem tej kandydatury, zwłaszcza wobec przeniesienia jego bliskiego współpracownika gen. Gustawa Orlicz-Dreszera z Warszawy do Poznania. Prezydent Wojciechowski stanął po stronie Piłsudskiego i po konsultacjach z gen. Tadeuszem Rozwadowskim podjęto decyzję aby ministrem wojny został gen. Lucjan Żeligowski. Grabski wobec zaistniałej sytuacji nie sprzeciwiał się temu powołaniu, choć już po kilku miesiącach zaczął podejrzewać iż Żeligowski współpracuje z Piłsudskim w przygotowaniach do wojskowego zamachu stanu, co kilkukrotnie komunikował premierowi i prezydentowi. Jednocześnie, w związku z wojną celną polsko-niemiecką i pogorszeniem się sytuacji gospodarczej oraz wzrastającą agitacją komunistyczną, sytuacja rządu komplikowała się. Dodatkowo PPS groził wyjściem z koalicji rządowej (Daszyński i Moraczewski byli za wyjściem z koalicji, Barlicki pozostawał zwolennikiem pozostania w niej). W zaistniałej sytuacji Grabski był zwolennikiem ustępstw wobec Piłsudskiego i zaproponowaniem mu stanowiska Naczelnego Inspektora Sił Zbrojnych. Na przełomie lutego i marca 1926 roku spierał się w tym zakresie z Dmowskim, który uważał, że Piłsudskiemu nie można oferować żadnego ważnego stanowiska w wojsku. Ostatecznie to zdanie Dmowskiego przeważyło, co spowodowało 20 kwietnia 1926 wyjście PPS z koalicji i upadek rządu Skrzyńskiego 5 maja 1926 roku. 10 maja 1926 roku powołano następnie rząd Wincentego Witosa (Grabski pozostał w nim Ministrem Wyznań Religijnych i Oświecenia Publicznego), który miał przygotować się do stawienia czoła zamiarom Piłsudskiego. 12 maja 1926 roku Józef Piłsudski rozpoczął wojskowy zamach stanu. W ramach rozpoczętej wojny domowej zachód Polski (Poznań) wspierał rząd, wschód zaś (Wilno) Piłsudskiego. Grabski wraz z pozostałymi członkami rządu i prezydentem przeniósł się początkowo do Belwederu, a następnie do Wilanowa, rozpoczęto przygotowania aby przenieść siedzibę rządu do Poznania. 15 maja podczas narady rządu z prezydentem Grabski opowiedział się za przerwaniem walk z obawy przed interwencją zewnętrzną. Po latach oceniał tę decyzję jako swój największy życiowy błąd polityczny.

#### Poza polityką (1926-1934)
Po zamachu majowym Roman Dmowski obarczył Grabskiego odpowiedzialnością za sukces zamachu, co ostatecznie zakończyło ich współpracę polityczną. Grabski został odsunięty od kierownictwa Związku Ludowo-Narodowego i nie wszedł do Obozu Wielkiej Polski, ani Stronnictwa Narodowego. Wszystkie te okoliczności spowodowały, że wycofał się z praktycznej polityki i wrócił na stałe do Lwowa.
Jednocześnie Józef Piłsudski systematycznie wprowadzał w Polsce system autorytarny. Reżim sanacji brutalnie zwalczał swoich przeciwników politycznych, począwszy od dowódców wojskowych stojących podczas zamachu po stronie rządowej (Włodzimierz Zagórski, Tadeusz Rozwadowski).
Grabski zajął się w tym czasie działalnością naukową, powrócił do swojej specjalizacji jaką była ekonomia polityczna. Zapoznawał się w tym czasie z najnowszymi publikacjami i trendami, co zaowocowało wydaniem podręcznika akademickiego „Ekonomia społeczna”.
Podejmował jednak także działalność publicystyczną. W 1927 roku wydał „Kryzys myśli państwowej” a w 1928 opublikował „Państwo Narodowe”. O ile „Kryzys myśli państwowej” był zbiorem jego wcześniejszych publikacji w „Gazecie Warszawskiej” i „Słowie Polskim” i koncentrował się na tym jak wpłynął na Polskę zamach majowy i działalność Józefa Piłsudskiego, o tyle „Państwo Narodowe” było w pewnym stopniu polemiką z Romanem Dmowskim i jego ostatnimi publikacjami, zwłaszcza z opublikowanym na łamach „Gazety Warszawskiej” zbiorem tekstów pod tytułem „Na granicy dwóch wieków”. W obu publikacjach Grabski bronił demokracji parlamentarnej wobec autorytaryzmu.
Sytuacja polityczna w Polsce zaostrzyła się gdy drugi rząd Józefa Piłsudskiego, na podstawie decyzji administracyjnej (bez decyzji sądu), aresztował przeciwników politycznych (m.in. byłego premiera Wincentego Witosa, Wojciecha Korfantego, Karola Popiela czy Hermana Liebermana) i uniemożliwił im prowadzenie kampanii wyborczej przed wyborami parlamentarnymi w 1930 roku. Piłsudski zaostrzył swoją dyktaturę prawdopodobnie z powodu obawy obniżenia swojej popularności i groźby porażki w wyborach na skutek wybuchu pod koniec 1929 roku Wielkiego Kryzysu. Nastąpił wtedy w Polsce okres ciężkiej dyktatury wojskowej i pauperyzacji społeczeństwa. Stanisław Grabski przed 60. urodzinami zaprzestał większej aktywności publicznej. W rozmowie z Kazimierzem Twardowskim w listopadzie 1930 roku Grabski dał wyraz swemu smutkowi mówiąc, że czuje się ogromnie osamotnionym i że nie może się nagiąć do mentalności, w której rzeczy niewzruszone straciły swój walor, a górę bierze zło.

#### II RP: ekonomista polityczny i ponowne zaangażowanie (1934–1939)
Powrócił do działalności publicznej w 1934 roku publikacją „Trzeba szukać drogi wyjścia”, która koncentrowała się na sposobach wyjścia z kryzysu gospodarczego. Polska w efekcie polityki gospodarczej piłsudczyków (ministrem skarbu i członkiem zarządu Banku Polskiego był w tym okresie m.in. Jan Piłsudski młodszy brat Józefa) przechodziła kryzys gospodarczy bardzo ciężko. Grabski oceniał, że był on w Polsce intensywniejszy i bardziej bolesny niż we wszystkich innych krajach europejskich. Oceniał też, że trzymanie się przez sanację systemu waluty złotej doprowadziło do potężnej deflacji, która uniemożliwiała rozwój gospodarczy. Proponował m.in. odejście od systemu waluty złotej, kontrolowaną reflację oraz podjęcie programu planowych robót publicznych w celu zniwelowania ogromnego bezrobocia.
Tymczasem obóz sanacyjny, w związku z chorobą a później śmiercią Józefa Piłsudskiego i zbliżającymi się wyborami w 1935 roku uchwalił nową konstytucję oraz zmienił ordynację wyborczą ograniczając bierne prawo wyborcze. Zniwelował w ten sposób szanse Grabskiego na powrót do polityki, a opozycji na zmiany polityczne (opozycja ogłosiła bojkot wyborów).
Grabski związał się następnie z „Gońcem Warszawskim” w którym publikował cykle swoich artykułów. Liczył, że jego publicystyka wpłynie w pewien sposób na politykę rządu Mariana Zyndrama Kościałkowskiego. Wicepremierem rządu został bowiem wtedy Eugeniusz Kwiatkowski, który już po powołaniu, kilkukrotnie rozmawiał z Grabskim, a jako, że rozmówcy zgadzali się ze sobą w wielu aspektach, Grabski był optymistycznie nastawiony do wprowadzanych przez Kwiatkowskiego zmian polityki gospodarczej. Nawiązane kontakty pozwolił mu na kolejne rozmowy w Głównym Inspektoracie Sił Zbrojnych. Otrzymał nawet propozycję związania się z Obozem Zjednoczenia Narodowego, które odrzucił. Co prawda podczas rozmów z przedstawicielami obozu sanacyjnego koncentrował się na sprawach gospodarczych, zdarzało mu się jednak dodawać że nie mają one znaczenia jeśli rząd nie zrezygnuje z systemu monopartyjnego i nie zdemokratyzuje ustroju.
Już na przełomie 1934 i 1935 roku wszedł w spór z młodymi nacjonalistami na tle antysemityzmu. Dostrzegał co prawda słabość polskiego handlu i przemysłu oraz dominację Żydów w miastach, ale krytykował stanowczo nienawiść rasową. Jego stanowisko wyraźnie oddzieliło go od Stronnictwa Narodowego oraz jego młodszego pokolenia. Oceniał iż ówczesne Stronnictwo Narodowe, którego głównym programem politycznym był agresywny antysemityzm, nie miało już wiele wspólnego z prodemokratycznym Związkiem Ludowo-Narodowym sprzed zamachu majowego oraz Stronnictwem Narodowo-Demokratycznym sprzed wybuchu I wojny światowej. Z kolejnymi latami jego sceptycyzm do opozycyjnego Stronnictwo Narodowego rósł, uważał, że jest ono owładnięte nienawiścią do Żydów. Sprzeciwiał się pogańskiemu nacjonalizmowi i nienawiści rasowej, co doprowadziło go do konfliktów z bojówkarzami, którzy próbowali przerywać jego wykłady na Uniwersytecie. Grożono mu pobiciem, a publikacje Stronnictwa Narodowego i Młodzieży Wszechpolskiej regularnie określały go jako masona, który dążył do wprowadzenia żydowskiego demoliberalizmu. Miał jednak przekonanie, że w przypadku konfrontacji wielu studentów stanęłoby w jego obronie.
W zakresie polityki kresowej w 1936 roku założył Zjednoczenie Polaków Ziemi Czerwińskiej, którego celem było wzmacnianie polskości na terenach mniejszych miejscowości wokół Lwowa, gdzie Polacy stanowili mniejszość. Grabski organizował fundusze dla studentów, którzy jeździli do sąsiednich wiosek z wykładami, przedstawieniami teatralnymi, chórami czy tańcami. Na tym tle współpracował także z gen. Michałem Karaszewiczem-Tokarzewskim. Wzmacnianie polskości we Lwowie i okolicach, to – obok pracy naukowej i publicystyki polityczno-gospodarczej – był najważniejszy obszar jego działalności w tym okresie. Był bowiem przeciwnikiem zarówno proukraińskiej polityki prowadzonej przez Tadeusza Hołówko jak i późniejszej pacyfikacji. 
W 1937 otrzymał tytuł doktora honoris causa Uniwersytetu Jana Kazimierza we Lwowie. W ramach obchodów 20 rocznicy obrony Lwowa 20 listopada 1938 Rada Miasta Lwowa podjęła uchwałę nazwaniu jego imieniem jednej z ulic miasta. W wyborach samorządowych z maja 1939 ubiegał się o mandat radnego Rady Miasta Lwowa startując z Listy Chrześcijańsko-Narodowej i został zastępcą radnego.
Pozytywnie wypowiadał się o ruchu ludowym, o którym pozytywnie wyrażał się zwłaszcza po Wielkim Strajku Chłopskim. Swoje publikacje z lat 1936-1937 wydał później w formie książki pod tytułem „Ku lepszej Polsce”. Po powołaniu Stronnictwa Pracy dostał propozycje jego prezesury. Choć sprzyjał temu ugrupowaniu i utożsamiał się z jego chrześcijańsko demokratyczną linią polityczną odmówił mając przekonanie, że nie będzie dobrym działaczem partyjnym (p.o. prezesa został ostatecznie Karol Popiel). W 1938 roku współorganizował obchody 20-lecia Bitwy pod Rarańczą z udziałem Józefa Hallera. Dalej publikował na łamach Gońca Warszawskiego, w którym postulował m.in. oddzielenie od polskiej polityki różnych ideologicznych trendów, które służą tak naprawdę obcym państwom. Oceniał też, że rządzący Obóz Zjednoczenia Narodowego zaślepiony był nienawiścią do Rosji.

W okresie tym najbliżej współpracował z Eugeniuszem Romerem oraz Franciszkiem Bujakiem, z którymi rozpoczął wydawać dwutygodnik „Ziemia i Naród”. Publikował tam m.in. wezwania do rozszerzenia rządu o pozostałe polskie siły polityczne, sugerował także aby Polska organizowała solidarność narodów słowiańskich w tym Rosji, co zbliżało jego poglądy do francuskich pomysłów utworzenia Paktu Wschodniego. Potępiał jednocześnie wynaturzenia antysemityzmu, rasizmu i przemocy, przestrzegając: „Zaczyna się od nienawiści rasowej – a kończy się na nienawiści [do] wszystkich inaczej myślących Polaków”. Przyjaźnił się w tym okresie też z Kazimierzem Bartlem. We czterech zredagowali jesienią 1938 roku memoriał do prezydenta Mościckiego, w którym apelowali o utworzenie Rządu Jedności Narodowej i amnestię dla politycznych więźniów i emigrantów. Kazimierz Bartel osobiście wręczył go prezydentowi Mościckiemu, ten jednak zignorował go. W czerwcu 1939 wziął udział w delegacji prof. Stanisława Estreichera do prezydenta Mościckiego, która miała podobny cel co wcześniejsza delegacja prof. Bartla. Grabski wychodząc z audiencji uznał Mościckiego za człowieka małego duchowo, na wskroś złego i opanowanego bezdenną pychą.

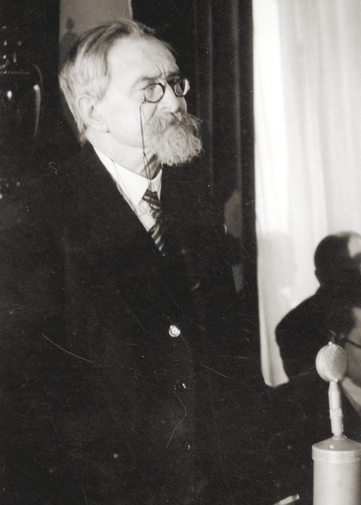
Stanisław Grabski jako przewodniczący Rady Narodowej RP, 1943

### II wojna światowa

#### Więzienia Sowieckie (1939–1941)
Wybuch II wojny światowej zastał go we Lwowie. Wszedł w skład powołanej przez Radę Miasta Komisji do spraw szczególnej uwagi. Grabski wycieńczony psychicznie i fizycznie sytuacją, świadomy był grożącego mu niebezpieczeństwa, uważał, że jeśli Lwów zajmą Niemcy zostanie rozstrzelany, a jeśli Rosjanie, zostanie aresztowany. Po agresji ZSRR na Polskę 17 września 1939 i okupacji Lwowa przez Armię Czerwoną aresztowany 27 września 1939 roku przez NKWD. W więzieniach lwowskich przebywał do 18 marca 1940 roku kiedy to przeniesiony został do Moskwy na Łubiankę. Jak wspominał, w więzieniu tym bardzo dobrze poznał realia społeczno-gospodarcze ZSRR, siedział bowiem w 7 różnych celach z 6 dyrektorami wielkich fabryk, 2 księgowymi sowchozów, 2 red. naczelnymi miesięczników ekonomicznych oraz kilkoma profesorami i prawnikami. 19 czerwca 1941, gdy miał skończone 70 lat, został skazany na osiem lat pracy przymusowej w obozie na terenie ZSRR, a kilka dni później został wywieziony do obozu Unżłag  (ponad 500 km na północny-wschód od Moskwy). W związku z atakiem Niemiec na ZSRR, który nastąpił 22 czerwca 1941 roku, 30 lipca 1941 roku zawarty został układ Sikorski-Majski, a 13 sierpnia 1941 roku Grabski został ponownie przewieziony do Moskwy i uwolniony.

#### Współpracownik gen. Władysława Sikorskiego (1941–1943)
Po wyjściu z więzienia planował pozostać w Moskwie i wspierać tam politykę układu polsko-sowieckiego. Współpracował z gen. Władysławem Andersem i Stanisławem Kotem, jednak na prośbę gen. Sikorskiego 10 października przypłynął do Londynu. Po przyjeździe przedstawił memoriał o stanie Rosji Sowieckiej oraz projekt zmian ustrojowych Polski (opracowany we współpracy z prof. Komarnickim, opublikowany później w publikacji „Myśli o dziejowej drodze Polski”). Został przewodniczącym II Rady Narodowej Rzeczypospolitej Polskiej, w której wspierał rząd premiera Władysława Sikorskiego w trudnej koabitacji z prezydentem Raczkiewiczem oraz w konfrontacji z opozycją. Sikorski reprezentował bowiem opozycję anty-piłsudczykowską, Raczkiewicz był natomiast przedstawicielem sanacji. Choć po zawarciu tzw. umowy paryskiej rola Raczkiewicza była ograniczona, to po przegranej kampanii francuskiej, 18 lipca 1940 prezydent próbował odwołać Sikorskiego z funkcji. Jednocześnie wielu sanacyjnych i endeckich polityków emigracyjnych było przeciwnikami rządu gen. Sikorskiego oraz jego polityki (m.in. August Zaleski, gen. Sosnkowski, Stanisław Cat-Mackiewicz, Tadeusz Bielecki, Adam Doboszyński). Z powodu krytyki układu Sikorski-Majski rozwiązana została I Rada Narodowa i dlatego, m.in. z inicjatywy Grabskiego, odsunięto przewodniczącego Stronnictwa Narodowego Tadeusza Bieleckiego od zasiadania w II Radzie oraz od innych większych wpływów wśród jakichkolwiek władz na uchodźstwie.
Grabski włączył się aktywnie w obronę gen. Sikorskiego także wśród żołnierzy wojska polskiego. Argumentował, że dzięki niemu tysiące Polaków uzyskało wolność oraz że utworzenie armii polskiej na froncie wschodnim, to najsilniejszy polski atut w przyszłych rokowaniach pokojowych, a atak Niemiec na ZSRR był jedynym momentem, kiedy Stalin mógł się na to zgodzić, nigdy później taka szansa mogła już się nie powtórzyć. Od początku 1942 roku zaczął wydawać pismo „Jutro Polski”. Prowadził też w tym czasie liczne rozmowy z angielskimi elitami politycznymi i naukowymi, z których wnioskował, że ich podejście do Polaków jest bardzo krytyczne i pełne wątpliwości co do zdolności Polaków do politycznej samodzielności i gospodarczo-politycznego rozwoju.
Był zwolennikiem stopniowego uczestnictwa Polskich Sił Zbrojnych w ZSRR w walkach na froncie wschodnim i współpracy z Armią Czerwoną, co uważał, za potencjalnie najsilniejszy argument w późniejszych rokowaniach pokojowych. Dostrzegał, że Moskwa jest niechętna porozumieniu z Polską i stara się zaognić stosunki, ale równocześnie uważał, że polska racja stanu wymaga trwania w sojuszu z ZSRR i szukania przestrzeni do  porozumienia. Jednocześnie podejrzewał, że to gen. Anders w związku z brakiem wyobraźni politycznej i antyrosyjskimi poglądami sprowokował tak naprawdę ewakuację polskiego wojska z ZSRR do Iranu i utworzenie Armii Polskiej na Wschodzie.
Podobnie jak gen. Sikorski, liczył się z utratą wschodnich ziem II RP, ale był zwolennikiem odraczania rozmów o polskiej granicy wschodniej. Uważał, że w związku ze zwiększającą się presją na korektę polskiej granicy wschodniej zarówno ze strony ZSRR jak i Wielkiej Brytanii należy dążyć do powiązania tego tematu z korektą polskiej granicy zachodniej. Granicy wschodniej określonej w Traktacie Ryskim należało w jego opinii bronić do czasu wznowienia rozmów o korektach granic, gdy sytuacja na froncie zmieni się na tyle, że będą one możliwe równocześnie z rozmowami o polskiej granicy zachodniej. Wiedział jednak, że Linia Curzona była pomysłem brytyjskim jeszcze z czasów I wojny światowej i ZSRR chętnie wykorzystają ten fakt aby przeforsować zajęcie dużej części kresów wschodnich II RP. Opublikował niebawem anglojęzyczną książkę „Polish-soviet frontier” (granica polsko-sowiecka), w której tłumaczył zagadnienia związane z Traktatem Ryskim i przynależnością kresów wschodnich do Polski.
Włączył się w debatę wywołaną publikacją Adama Doboszyńskiego z lutego 1943 roku nawołującą Władysława Raczkiewicza i Kazimierza Sosnkowskiego do obalenia rządu gen. Sikorskiego oraz odpowiedzią nań gen. Sosnkowskiego do Tadeusza Bieleckiego. Grabski krytykował w niej Sosnkowskiego za faktyczne osłanianie całej antyrządowej agitacji i nielegalnego publikowania akt MSZ (Doboszyński w swoim artykule opublikował notę ZSRR skierowaną do Polski) zwłaszcza że w czasach II RP nie wykazywał się żadną reakcją na represje piłsudczykowskie wobec opozycji (proces brzeski, więzienie w Berezie Kartuskiej, pacyfikacja strajku chłopskiego itp.).
Już po upadku rozmów pomiędzy Delegaturą Rządu z PPR (prowadzili je m.in. Władysław Gomułka) oraz po przegranej przez Niemcy bitwie stalingradzkiej, w kwietniu 1943 roku podano informacje o odnalezieniu w Lesie Katyńskim zwłok 10 tys. polskich oficerów, a Niemcy zaprosili do badań Międzynarodowy Czerwony Krzyż (MCK). Rząd gen. Sikorskiego również zwrócił się do MCK o zbadanie sprawy, jednak sam MCK uzależnił swoje działania od ZSRR, który nie wyraził na nie zgody (wiedza o tym, że zbrodnię katyńską popełnili Rosjanie pochodziła w tym czasie wyłącznie z niemieckiej kampanii propagandowej). Sowieci wykorzystali równocześnie krok gen. Sikorskiego jako pretekst do zerwania stosunków dyplomatycznych z rządem polskim. Bezskuteczne zwrócenie się Polaków do Międzynarodowego Czerwonego Krzyża i związane z tym załamanie stosunków polsko-radzieckich Anglicy i Amerykanie potraktowali jako samowolną polską inicjatywę godzącą w Związek Sowiecki, a raport niemieckiej Międzynarodowej Komisji Lekarskiej został oficjalnie zignorowany. Na znaczeniu zyskał wtedy powołany przez Stalina Związek Patriotów Polskich oraz dowodzone przez gen. Berlinga Polskie Siły Zbrojne w ZSRR.
Grabski leczył się w tym czasie w Szkocji i nie brał bezpośredniego udziału w podejmowaniu decyzji o zaproszeniu MCK, jednak konsekwencje oceniał jako ciężką klęskę, a wznowienie stosunków dyplomatycznych z ZSRR od tego momentu wiązał już bezpośrednio ze zmianami terytorialnymi. Uważał, że nie ma innego wyjścia i proponował aby tego typu rozmowy zapośredniczyli Brytyjczycy.

#### Współpracownik Stanisława Mikołajczyka (1943–1945)
Po śmierci gen. Sikorskiego w katastrofie gibraltarskiej w lipcu 1943 roku był zagorzałym przeciwnikiem zarówno Tadeusza Bieleckiego jak i Jana Kwapińskiego (jako kandydatów na premiera) oraz gen. Sosnkowskiego (jako kandydata na naczelnego wodza), wspierał natomiast Stanisława Mikołajczyka jako kandydata na premiera. Był jednocześnie zwolennikiem likwidacji stanowiska Naczelnego Wodza i rozszerzeniem dotychczasowych kompetencji Ministra Spraw Wojskowych gen. Mariana Kukiela. Ostatecznie gen. Sosnkowski został Naczelnym Wodzem, a Stanisław Mikołajczyk Premierem, co wzmocniło pozycję obozu sanacyjnego, ale utrzymało rząd po stronie obozu antysanacyjnego. Grabski zachował także swoje stanowisko Przewodniczącego Rady Narodowej. Jego współpraca z Mikołajczykiem, miała już jednak nieco inny charakter niż współpraca z gen. Sikorskim. Z gen. Sikorskim Grabski znał się długo i mimo pewnej różnicy wieku należeli do tej samej generacji politycznej. Mikołajczyka poznał w zasadzie dopiero w Londynie.
Grabski od początku przedstawił Mikołajczykowi swój pogląd dotyczący konieczności przywrócenia relacji dyplomatycznych z ZSRR i zmiany granic oraz podjęcia tego tematu w rozmowach z ZSRR samodzielnie. W innym wypadku temat podejmą inni i zrealizują go bez konsultacji z polskim rządem. Miał jednak świadomość, że byłaby to decyzja o historycznej doniosłości, poprowadzona wbrew opinii publicznej, której młody premier nie będzie raczej w stanie zrealizować (tego typu rokowania brał pod uwagę oprócz Grabskiego także minister spraw zagranicznych Tadeusz Romer, większość ministrów rządu, a także cała opozycja piłsudczykowska i endecka była przeciwna). Toteż po zwycięstwie Armii Czerwonej w bitwie na łuku kurskim, w październiku 1943 roku, przed trzecią konferencją moskiewską pytany przez Brytyjczyków o stanowisko dotyczące przyszłych granic Polski Mikołajczyk nie określił żadnego konkretnego planu uznając, że nie może w ogóle prowadzić dyskusji na temat rewizji granic. Ostatecznie na przełomie listopada i grudnia 1943 na konferencji w Teheranie ustalono nową granicę wschodnią Polski i ZSRR na linii Curzona, a zachodnią na Odrze i Nysie Łużyckiej.
W listopadzie 1943 roku zginał na Bliskim Wschodzie, walczący w Armii Polskiej na Wschodzie, jego młodszy syn Zbigniew Grabski.
W styczniu 1944 w ramach operacji dnieprowsko-karpackiej Sowieci przekraczają granicę II RP oraz powołują Centralne Biuro Komunistów Polskich, a Brytyjczycy wzmacniają presję na rząd Mikołajczyka w celu wypracowania porozumienia z ZSRR. Ostatecznie dopiero w kwietniu 1944 roku Mikołajczyk zgodził się rozpocząć poufne rokowania z ZSRR i zaproponował Grabskiemu ich przeprowadzenie.
Nie łudziłem się ani na chwilę, bym z rozmów tych mógł wyjść chlubnie. Stosunek sił Związku Sowieckiego i Polski był zbyt dla nas niekorzystny. Nie mogło się obejść bez dużych z naszej strony koncesji, przewyższających możliwe do osiągnięcia korzyści. Ale mogłem bardziej od któregokolwiek z naszych politycznych działaczy w Londynie brać na siebie niepopularne zadania. Jako całkowicie bezpartyjny ryzykowałem tylko własną a nie stronnictwa popularność. O własną zaś popularność musi dbać tylko polityk mający widoki na odegranie poważnej jeszcze roli w życiu swego narodu i płynące stąd osobiste ambicje. A ja byłem już przecie u schyłku mego życia. - S. Grabski, Pamiętniki t. II, Czytelnik, Warszawa 1989, s. 463
W maju 1944 Stanisław Grabski rozpoczął tajne rokowania z ambasadorem ZSRR przy rządach alianckich Wiktorem Lebiediewem. Pierwsze spotkania odbyły się u Lebiediewa, a kolejne w mieszkaniu Grabskiego w South Kensington. Grabski prowadził rozmowy w kierunku ponowienia układu Sikorski-Majski z pewnymi uzupełnieniami. Lebiediew sugerował zawarcie traktatu wzorowanego na zawartym w grudniu 1943 układzie sowiecko-czechosłowackim.  Po kilku spotkaniach do rozmów doproszony został Mikołajczyk, aby ostatecznie uregulować kwestię granicy wschodniej. Grabski w oparciu o oświadczenie Churchilla ze stycznia 1944 i we współpracy z Romerem, gotowy był przyjąć zasadę, że Polska oddaje tyle ziemi na wschodzie ile zyskuje na zachodzie z utrzymaniem przy Polsce Lwowa oraz Wilna. Mikołajczyk jednak zerwał rozmowy z Lebiediewem, szukając wsparcia po stronie USA (nie uzyskał go). Ostatecznie sowieckie ultimatum wymagało akceptacji linii Curzona, usunięcia Raczkiewicza i Sosnkowskiego z urzędów oraz dokooptowania do rządu kilku ministrów komunistycznych. Mikołajczyk odrzucił to ultimatum, co doprowadziło w lipcu 1944 roku do uznanie przez Stalina KRN oraz powołania PKWN, która to podpisała z ZSRR szereg porozumień m.in. o polsko-radzieckiej granicy. Mikołajczyk został pod koniec lipca 1944 umówiony na rozmowy w Moskwie, a Grabski oraz Romer towarzyszyli mu w jego wyprawie. Opozycja piłsudczykowsko-endecka oceniała wyjazd jako bezcelowy, podejrzewała Mikołajczyka i Grabskiego o gotowość do terytorialnych koncesji na rzecz ZSRR.
Po należytym jednak rozważeniu argumentów, wysuwanych z dużym od czasu do czasu patosem przez Arciszewskiego przeciwko dalszej już tylko, jak mówił, kapitulacyjnej jeździe do Moskwy – Mikołajczyk postanowił jednak nie cofać się z raz obranej drogi. Podtrzymywałem go w tej jego decyzji, wskazując, że gdybyśmy nawet mieli się spotkać z zupełnym w Moskwie niepowodzeniem wszystkich naszych zamierzeń i zabiegów – to jednak będzie to mniejszym złem od tego, jakim byłoby dobrowolne z naszej strony zrezygnowanie z rozmowy Mikołajczyka z marszałkiem Stalinem, o którą tak usilnie i tak długo się dopraszaliśmy za pośrednictwem i prezydenta Roosevelta i premiera Churchilla. - S. Grabski, Pamiętniki t.II, Czytelnik, Warszawa 1989, s.470
Na przełomie lipca i sierpnia dowództwo Armii Krajowej podjęło decyzję wszczęcia Powstania Warszawskiego. 3 sierpnia z kolei obyła się pierwsza rozmowa polskiej delegacji ze Stalinem. Grabski, mówiąc biegle po rosyjsku, akceptował podczas niej przesunięcie Polski na zachód, sformułował jednocześnie postulat niepomniejszania Polski i utrzymania przy Polsce Lwowa. W kwestii przynależności Lwowa Stalin stanął jednak po stronie Ukraińców, co Grabski kontrował wskazując, że o ile można pewnie znaleźć jakieś uzasadnienie aby pozostałą część polskich kresów wschodnich włączyć do ZSRR o tyle o sam Lwów upominają się wyłącznie ukraińscy nacjonaliści, którzy zawsze byli zawziętymi wrogami Rosji. Stalin ostatecznie nie zamknął tego tematu, wskazując, że wróci do dalszych negocjacji, gdy powstanie rząd w porozumieniu z PKWN. Podczas rozmów z przedstawicielami PKWN Grabski szukał zwolenników podjęcia tematu polskiego Lwowa, co jednak nie udało mu się (faktycznie PKWN oddał już Lwów obawiając się dodatkowo utraty Białegostoku), podnoszono natomiast temat usunięcia prezydenta Raczkiewicza i naczelnego wodza gen. Sosnkowskiego z urzędów, na co Grabski podnosił, że nie jest to ani formalnie i realnie możliwe, bo przy podjęciu takiej próby Raczkiewicz zdymisjonuje rząd, a gen. Sosnkowski zapewni mu wsparcie Polskich Sił Zbrojnych. Podczas pobytu w Moskwie polska delegacja rozmawiała jeszcze krótko z Mołotowem oraz ponownie ze Stalinem, który określił Grabskiego jako horyszoj agitator (odważny agitator, wielki mówca).
Ciąg dalszy rozmów odbył się po zawarciu tzw. układów republikańskich i upadku powstania warszawskiego, w październiku 1944 roku podczas czwartej konferencji moskiewskiej. Uczestniczyli w niej m.in. Winston Churchill, Antony Eden, Józef Stalin, Wiaczesław Mołotow, a także Mikołajczyk, Grabski i Romer. Podczas rozmów, ku zaskoczeniu polskiej delegacji, Mołotow powiedział Mikołajczykowi o ustaleniach z konferencji w Teheranie dot. linii Curzona, a następnie Churchill zaproponował memorandum w którym strony potwierdzałyby granicę zachodnią na Odrze oraz wschodnią na Linii Curzona. Grabski rekomendował przyjęcie porozumienia, wskazując, że to ostatnia szansa na zachowanie w ogóle pozycji podmiotu międzynarodowej polityki i nie można jej przepuścić. Mikołajczyk, choć skłaniał się już do zawarcia porozumienia, to po raz kolejny nie zaakceptował zmiany granic Polski, chcąc najpierw uzyskać dla tej propozycji odpowiednie poparcie wśród polskich polityków emigracyjnych oraz odpowiednie „pełnomocnictwa”. Po latach Churchill określił Grabskiego jako siwobrodego akademika w podeszłym wieku, człowieka wielkich zalet i o dużym uroku osobistym.
Ostatecznie w Londynie Mikołajczykowi nie udało się uzyskać poparcia. 3 listopada 1944 jego własny rząd, uchwalił wniosek stwierdzający iż „nie widzi możliwości wyrażenia swej zgody na warunki postawione na konferencji w Moskwie i zwraca się o ponowne rozpatrzenie w najbliższej przyszłości całokształtu tych spraw w gronie Trzech Głównych Mocarstw Zjednoczonych z udziałem Rządu Polskiego”. 16 listopada Stanisław Jóźwiak złożył wniosek o wotum nieufności wobec Grabskiego, co znamionowało potężne przesilenie wśród władz emigracyjnych. 21 listopada dotarło do Londynu stanowisko prezydenta Roosevelta, w którym popierał dotychczasowe ustalenia brytyjsko-sowieckie. Taka sytuacja doprowadziła ostatecznie do dymisji Mikołajczyka 24 listopada 1944 roku, a w ślad za dymisją premiera także Grabski zrezygnował z przewodniczenia II Radzie Narodowej 30 listopada 1944.
Po rezygnacji z funkcji przewodniczącego II Rady Narodowej w grudniu 1944 roku Stanisław Grabski napisał głośną książkę „Nil desperandum” (łac. Nie należy rozpaczać, nie trzeba tracić nadziei), w której stanął zdecydowanie na stanowisku przesunięcia Polski na zachód oraz braku alternatywy dla układów z Rosją.
Nie jest przyjemną rzeczą mówić rodakom nieprzyjemną prawdę, ani nawoływać ich do pracy na zimnej rachubie opartej, gdy duszami ich miota rozpacz. Kto to czyni — musi być pewien niepopularności. Ale niema nic bardziej szkodliwego dla narodu, jak życie w złudzeniach, gdy znalazł się na dziejowym rozdrożu. Więc musi się ktoś podjąć tego niewdzięcznego zadania rozwiania złudzeń. A któż jest do tego bardziej powołany od człowieka dobiegającego końca swego życia, który niezadługo już stanie przed Sądem Boskim, więc może niewiele dbać o sądy ludzkie. Toteż w 74-tym roku mego życia, a 55-tym mej pracy politycznej, po rozwiązaniu sobie rąk przez rezygnację z przewodnictwa w Radzie Narodowej staję do walki z pozującą na bohaterstwo słabością ducha, z niezdolnością wyzbycia się miłych złudzeń i odważnego spojrzenia w oczy bolesnej prawdzie, a nade wszystko z nieumiejętnością podejmowania na czas stanowczych decyzji, kładących podwaliny pod nowy państwowy gmach narodowego życia, gdy dotychczasowy zniszczył bieg dziejów. - S. Grabski, Nil despernadum, Londyn 1945, s. 3–4
Publikacja spotkała się z falą krytyki większości idealistycznie nastawionych środowisk emigracyjnych, wszak nowy premier Tomasz Arciszewski w wywiadzie dla „Sunday Times” z 17 grudnia 1944 deklarował, że „Nie chcemy rozszerzać naszej granicy na zachód (…). Nie chcemy Wrocławia ani Szczecina”. Jednak już w grudniu Stalin przekształcił PKWN w Rząd Tymczasowy Rzeczypospolitej Polskiej (jego nadzorcą był gen. Iwan Sierow), a ten po stoczonych w styczniu 1945 roku Walkach o Warszawę rozpoczął urzędowanie w budynku Dyrekcji Kolei Państwowych w Warszawie. W I połowie lutego 1945 odbyła się także konferencja jałtańska, która kolejny raz określała, że wschodnia granica Polski oparta zostanie na tzw. linii Curzona a na zachodzie i północy Polska otrzyma znaczne przyrosty terytorialne kosztem Niemiec.
Po rozwiązaniu II Rady Narodowej przez prezydenta Raczkiewicza, Grabski, w tonie oskarżenia wobec prowadzonej przez prezydenta polityki, zadeklarował powrót do Polski. Akceptował porozumienia jałtańskie, niezależnie od ich oceny uważał, że określają one kształt powojennego świata i nie ma dla nich żadnej realnej alternatywy, a zadaniem polityki polskiej nie jest bezskuteczne protestowanie, a osiągnięcie w tych warunkach maksimum z tego co się da.

### Po wojnie

#### Wiceprezydent Krajowej Rady Narodowej (1945–1947)
W związku z deklaracją jałtańską w sprawie Polski, rokowaniami odbywającymi się 17–21 czerwca 1945 roku w Moskwie, równolegle toczącym się tzw. procesem szesnastu oraz zawarciem układu o przyjaźni, pomocy wzajemnej i współpracy powojennej pomiędzy Rzecząpospolitą Polską a ZSRR utworzono 28 czerwca 1945 roku Tymczasowy Rząd Jedności Narodowej. Stanisław Grabski (wraz ze Stanisławem Mikołajczykiem, który został wicepremierem Rządu) wrócił do Polski i został jednym z wiceprezesów Krajowej Rady Narodowej. Powrót ważnych polityków emigracyjnych został przyjęty przez Polaków z publicznie manifestowanym entuzjazmem i aktywizacją społeczną, co napawało Grabskiego optymizmem związanym z ustaloną na konferencji jałtańskiej decyzją o przeprowadzeniu wolnych wyborów. Na przełomie lipca i sierpnia 1945 był członkiem polskiej delegacji na konferencji w Poczdamie, opracował także memorandum uzasadniającego ustanowienie zachodniej granicy Polski na Odrze i Nysie Łużyckiej. Grabski zasiadając w prezydium KRN był w mniejszości (oprócz niego byli tam: Bolesław Bierut, Stanisław Szwalbe, Michał Rola-Żymierski, Wacław Barcikowski i Roman Zambrowski), stanowił jednak formalnie część najważniejszej władzy państwa polskiego w okresie powojennym i pełnił funkcję „zbiorowej głowy państwa”, choć ze względu na układ sił w ramach tego gremium, kluczowe decyzje zapadały na posiedzeniu Biura Politycznego KC PPR oraz w ustaleniach jego członków z władzami ZSRR. Jednym z istotnych obszarów zadań Grabskiego stało się czuwanie nad przebiegiem repatriacji ze Lwowa. Będąc we Lwowie pod koniec sierpnia 1945 roku odbywał liczne spotkania (m.in. z bp Eugeniuszem Baziakiem i prof. Kazimierzem Ajdukiewiczem) podczas których zachęcał mieszkańców Lwowa do budowy polskiej kultury w nowych granicach, wskazując, że granice są ostateczne i nie ma żadnych widoków na ich zmianę. Jego deklaracje spotykały się niekiedy z nierozumieniem i oskarżeniami łudzących się jeszcze zmianą granic polskich mieszkańców. Dążył też do rewindykacji pozostałych we Lwowie polskich dóbr kultury.
Pozostawał zwolennikiem PSL i Mikołajczyka dlatego za najważniejsze uważał Grabski doprowadzenie do wolnych wyborów (w listopadzie 1945 wolne wybory odbyły się na Węgrzech, a w maju 1946 w Czechosłowacji). Stąd krytycznie odnosił się do pomysłu przeprowadzenia w czerwcu 1946 roku jedynie referendum ludowego i rekomendował PSL-owi jego stanowczy bojkot. W opinii Grabskiego łatwiej byłoby udowodnić sukces bojkotu i wykorzystać go w dalszych rokowaniach politycznych niż zapobiec fałszerstwom, które rzeczywiście później nastąpiły. Oficjalna propaganda komunistyczna wzywała do głosowania 3xTAK natomiast PSL wzywał do głosowania NIE na pierwsze z trzech pytań, ostatecznie sfałszowane ogłoszone wyniki wskazywały 90% frekwencję i zwycięstwo opcji 3xTAK, choć w rzeczywistości głosowano 2xNIE i 1xTAK.
We wrześniu 1946 Grabski uczestniczył w nieudanej próbie legalizacji chrześcijańsko-demokratycznego Stronnictwa Pracy Karola Popiela. Był w tym czasie także publicystą „Tygodnika Warszawskiego”. Ostatecznie nie kandydował w sfałszowanych wyborach do Sejmu Ustawodawczego w styczniu 1947 roku. 
Na przełomie stycznia i lutego 1947 wyjechał jeszcze do Londynu gdzie rozmawiał z brytyjskim ministrem spraw zagranicznych Ernestem Bevinem oraz byłym premierem i liderem opozycji Winstonem Churchillem, z którymi zgadzał się, że sytuacja w Polsce istotnie odbiega od oczekiwanej, sugerował im jednak aby przestali walczyć z kształtem polskiej granicy zachodniej, gdyż chcą jej nie tylko komuniści, ale wszyscy Polacy. Brytyjczycy z kolei wiązali tę kwestię z repatriacjami pozostałych po II wojnie światowej w Wielkiej Brytanii Polaków.
Po rozwiązaniu KRN, ze względu na szerzący się terror, odmówił przyjęcia mandatu członka Rady Państwa i wycofał się z działalności politycznej

#### Poza polityką (1947–1949)
Począwszy od roku akademickiego 1946/1947 prowadził wykłady i ćwiczenia z historii ustrojów i współczesnych doktryn społecznych w kierowanej przez siebie katedrze ustrojów społecznych na Wydziale Prawa Uniwersytetu Warszawskiego, skrypt jego wykładów został wydany pod tytułem „Współczesne doktryny społeczne na tle rozwoju społecznego”. 
W czasie II wojny światowej i w okresie powojennym napisał swoje wspomnienia (które ze względu na sytuacje polityczną wydano dopiero w 1989 roku). 
Zmarł w 1949 w Sulejówku. Pochowany na cmentarzu Powązkowskim (kwatera 89-3/4-30/31).

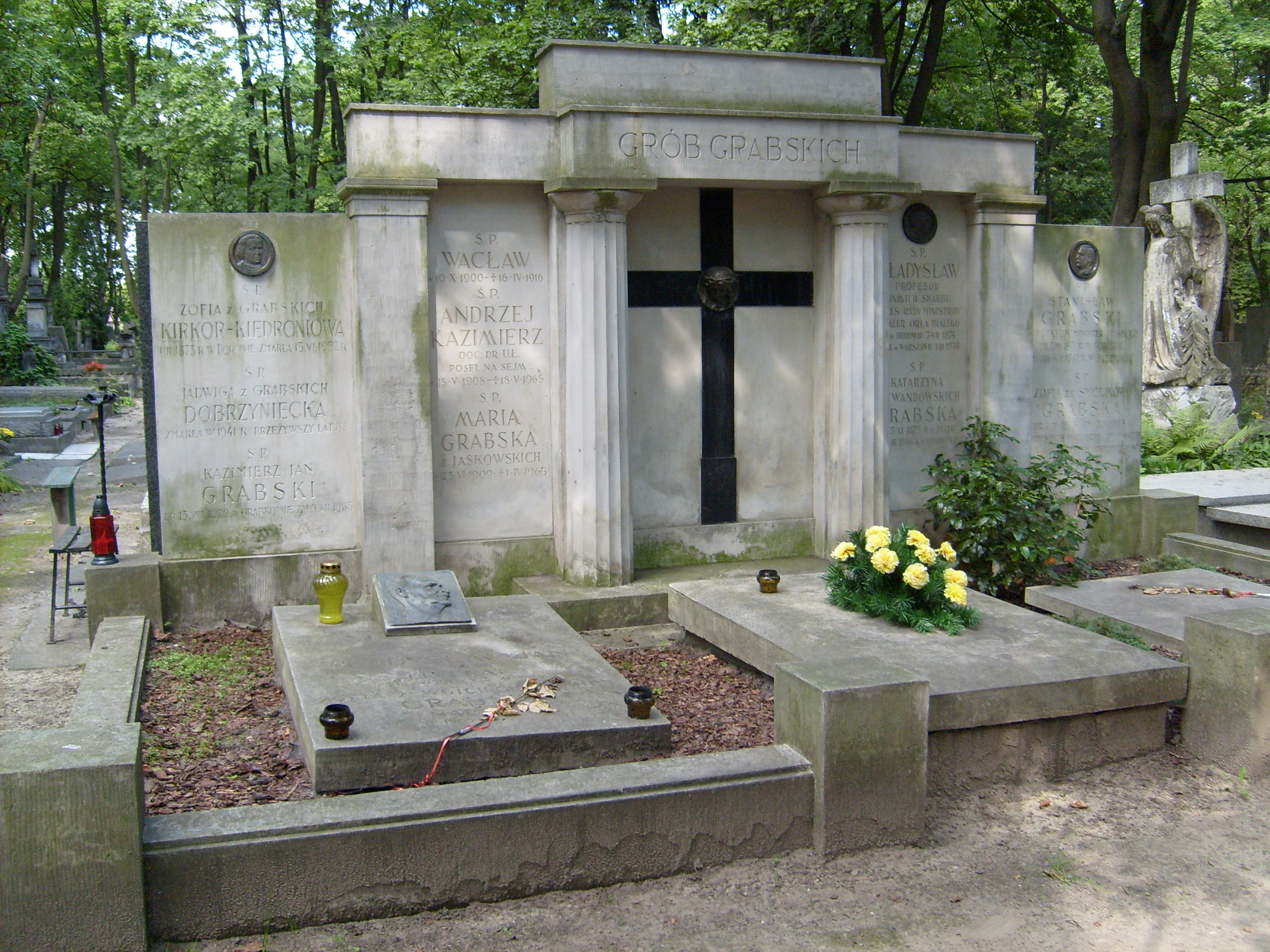
Grobowiec rodzinny Grabskich przed renowacją (2008)

W 2022 roku z inicjatywy premiera Mateusza Morawieckiego, Fundacja „Stare Powązki” w ramach projektu odrestaurowywania grobów ministrów II RP, odnowiła grobowiec Stanisława Grabskiego.

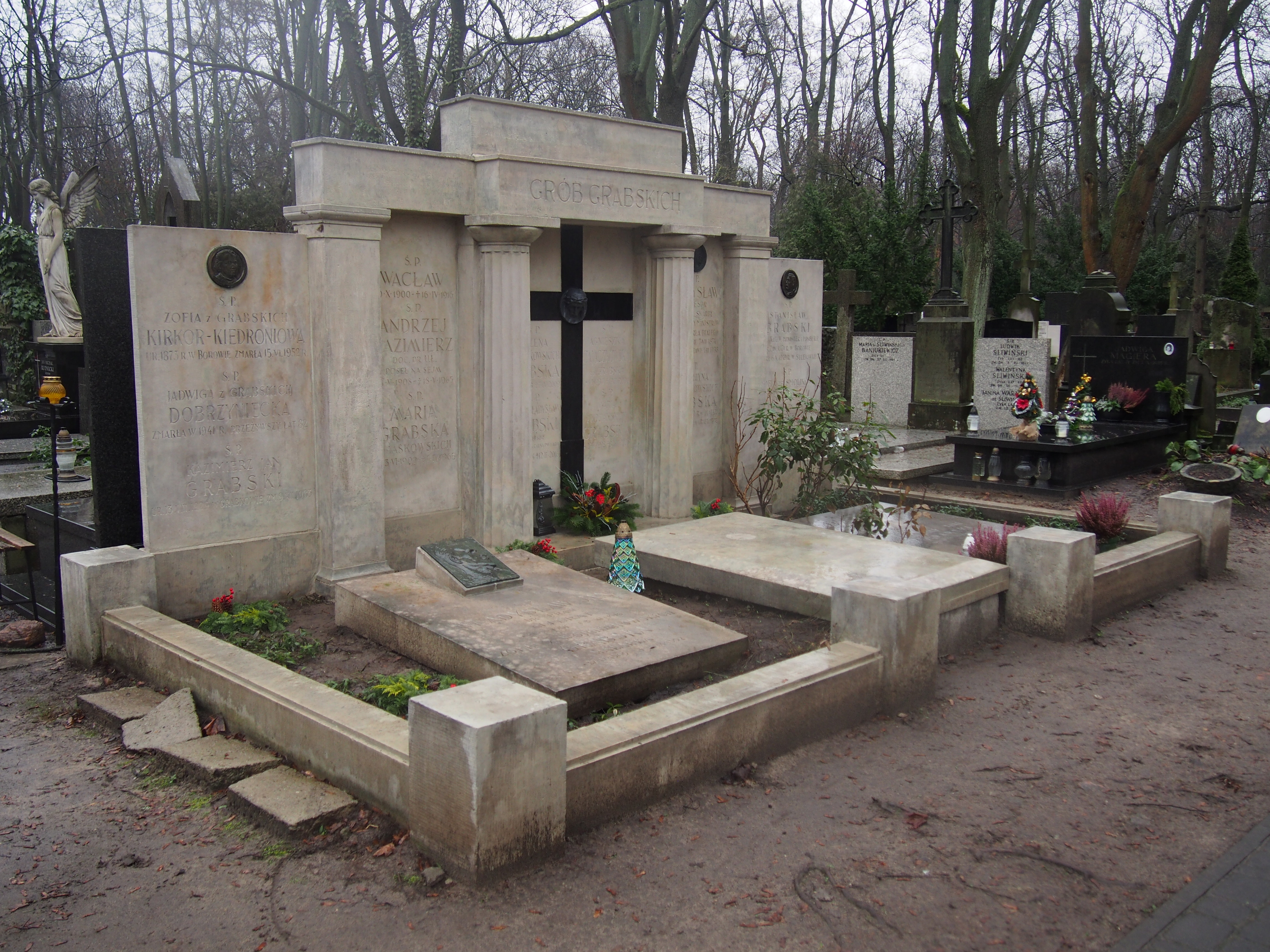
Grobowiec rodzinny Grabskich po renowacji (2023)

## Rodzina
Brat: Władysław Grabski – ekonomista, dwukrotny premier RP (1920, 1923-25). Siostra: Zofia Kirkor-Kiedroniowa – nauczycielka i działaczka społeczna.
Od 1895 był żonaty z Ludmiłą Rożen, z którą miał pięcioro dzieci – trzy córki (Feliksę, Ludmiłę, Janinę) i dwóch synów (Stanisława, który zginął w czasie wojny w 1920, odznaczonego Orderem Virtuti Militari i Zbigniewa (1907–1943), który był harcmistrzem, do 1941 był więziony w ZSRR i zmarł w wyniku wypadku podczas pełnienia służby wojskowej). Po śmierci pierwszej żony (1915), Stanisław Grabski ożenił się (w 1916) z Zofią Smolikówną (ur. 2 marca 1893, zm. 5 lutego 1965), z którą miał dwie córki: Annę (ur. 1919, zm. 29 sierpnia 2012), która była rzeźbiarką i Stanisławę (1922–2008) – teologa, publicystkę, wieloletniego prezesa warszawskiego KIK.
Jego wnukiem jest Andrzej Glass.

## Najważniejsze prace
- Zarys rozwoju idei społeczno-gospodarczych w Polsce (1903)
- Rewolucja (1921)
- Naród a państwo (1922)
- Kryzys myśli państwowej (1927)
- Ekonomia społeczna (1927–1929)
- Nil desperandum (1945)
- Na nowej drodze dziejowej (1946)

## Ordery i odznaczenia
- Krzyż Komandorski z Gwiazdą Orderu Odrodzenia Polski (1947)[52]
- Krzyż Walecznych (1922)[53][54]
- Komandor Orderu Gwiazdy Rumunii
- Komandor Orderu Korony Rumunii[54]
- Krzyż Wielki Orderu Piusa IX (1925)[54]
- Medal międzysojuszniczy „Médaille Interalliée” (zezwolenie Naczelnika Państwa w 1921)[55]